# 道北バス
道北バス株式会社（どうほくバス）は、北海道旭川市に本社を置くバス会社。旭川市内線や郊外線、都市間バス、定期観光バスを運行する。

## 沿革
- 1944年（昭和19年）11月16日 - 北海道における旅客自動車運輸事業統合要綱（いわゆる戦時統合）により「道北乗合自動車株式会社」として成立。
- 1952年（昭和27年） - 6月に沿岸バス、7月に宗谷バスをそれぞれ分離。旭川電気軌道に一部路線を譲渡[2]。
- 1955年（昭和30年） - 名士バス、層雲峡交通を分離[2]。
- 1962年（昭和37年） - 現在の「道北バス株式会社」に社名を変更。
- 1963年（昭和38年） - 層雲峡交通を再合併。
- 1984年（昭和59年） - 初の都市間路線の「特急オホーツク号」運行開始。以後「高速あさひかわ号」、「特急石北号」、「高速なよろ号」と都市間バス路線の開設が相次ぐ。
- 1992年（平成4年）7月 - 「白金温泉ホテル[3]」買収[4][5]。
- 1999年（平成11年）11月 - ICカードシステム「Doカード」を導入[6][7]。
- 2002年（平成14年）12月1日 - ジェイ・アール北海道バスより深名線の運行を受託。
- 2003年（平成15年）7月20日 - 旭川市より永山コミュニティバスはーとふるの運行を受託[8]。（2010年（平成22年）4月10日まで[9]）。
- 2008年（平成20年）6月1日 - 都市間バスと旭川市内特殊区間を除く各路線で運賃改定を実施。
- 2014年（平成26年）11月 - ICカードシステムを更新。翌2015年（平成27年）2月から、旭川電気軌道バスとICカード相互利用開始。
- 2015年（平成26年）10月16日 - 白金温泉ホテル破産[3]、負債総額7億円[10]
- 2019年（令和元年）10月1日 - 旭川電気軌道と共同で旭川環状通り循環線の実証実験運行を開始[11]。

## 事業所
2024年（令和6年）10月1日現在、すべて北海道に所在
本社・旭川営業所・旭川整備工場
旭川市近文町16丁目2698-1
永山出張所
旭川市永山町14丁目129-1
旭川駅前営業所
旭川市宮下通9丁目2 ツルハビルディング旭川駅前1階
かつては宮下通8丁目の山京エイトビル1階にあったが、2008年（平成20年）に宮下通7丁目 駅前ビル地下1階に移転し、2018年（平成30年）6月14日に現在地に移転。
名寄営業所
名寄市西2条北2丁目20
名寄駅前案内所
名寄市東1条南7丁目 駅前交流プラザ「よろーな」内
美瑛出張所
上川郡美瑛町栄町3丁目2-33
上川営業所
上川郡上川町中央町98-5
層雲峡出張所
上川郡上川町層雲峡
2023年（令和5年）4月1日、窓口営業を廃止
深川出張所
深川市太子町1丁目19-15 ジェイ・アール北海道バス深川営業所内
紋別出張所
紋別市幸町5丁目24-1 紋別市オホーツク交流センター（紋別バスターミナル）内

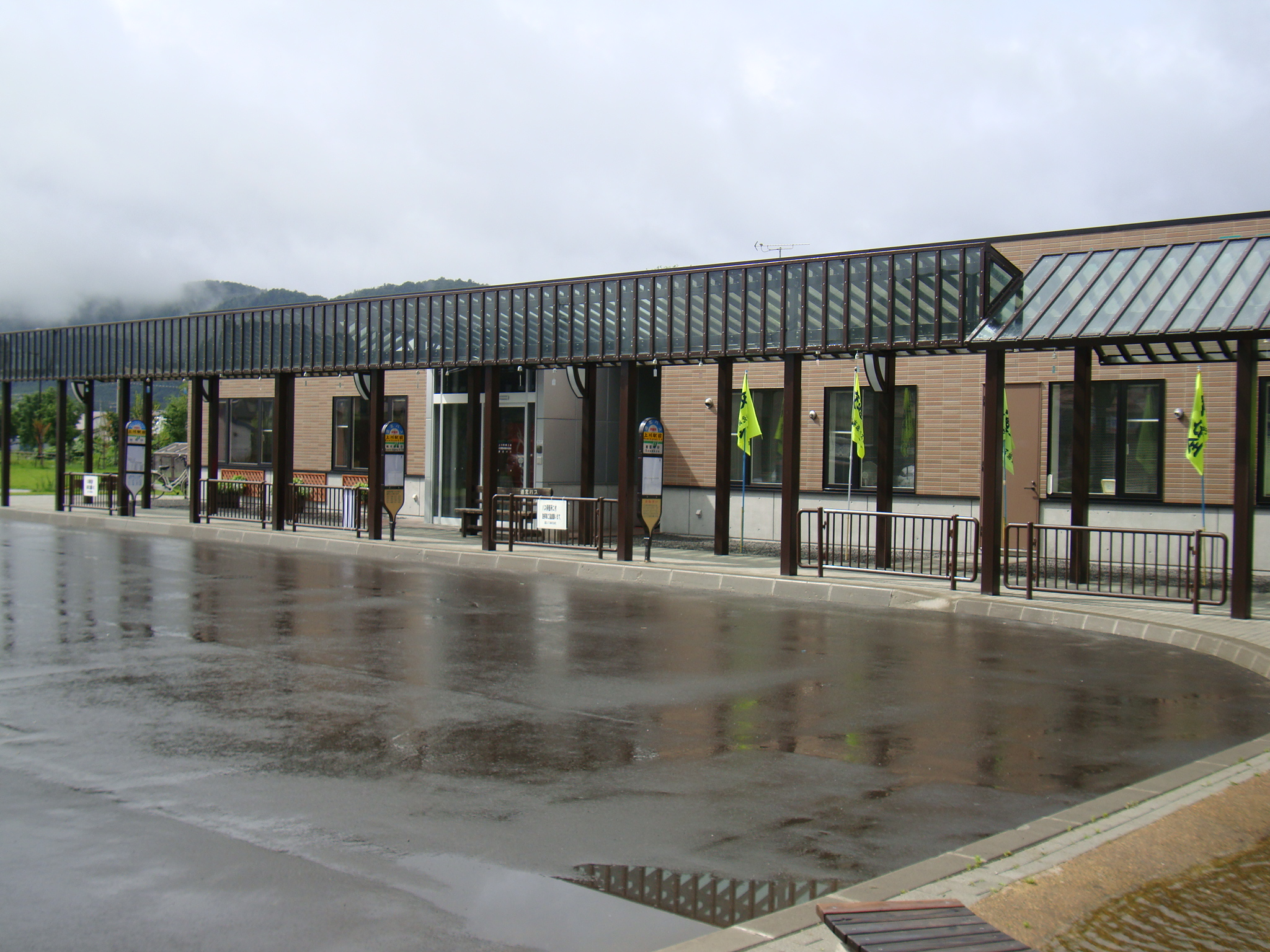
上川営業所（森のテラス ヌプリ）
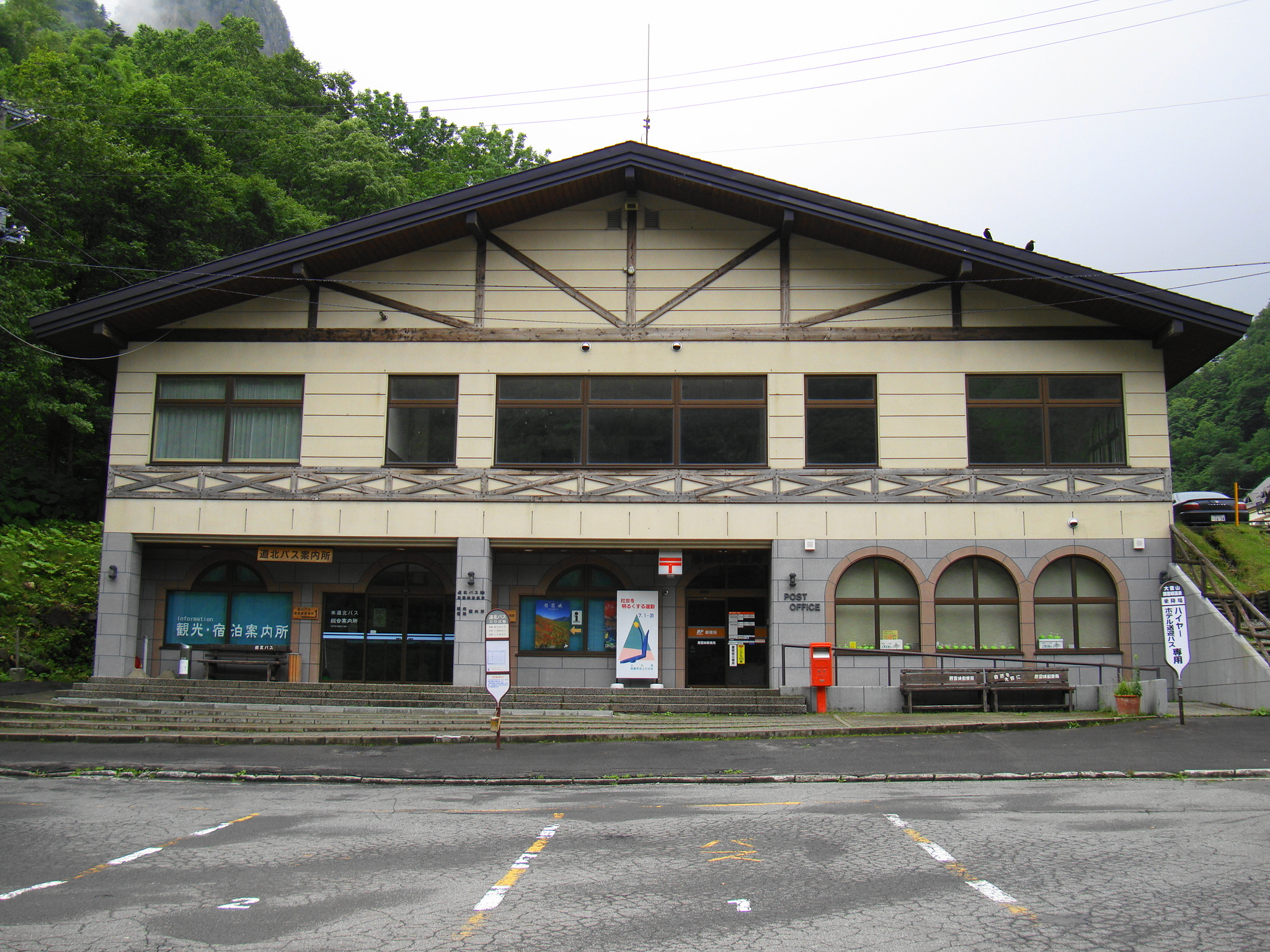
層雲峡出張所（層雲峡観光ビル（当時））
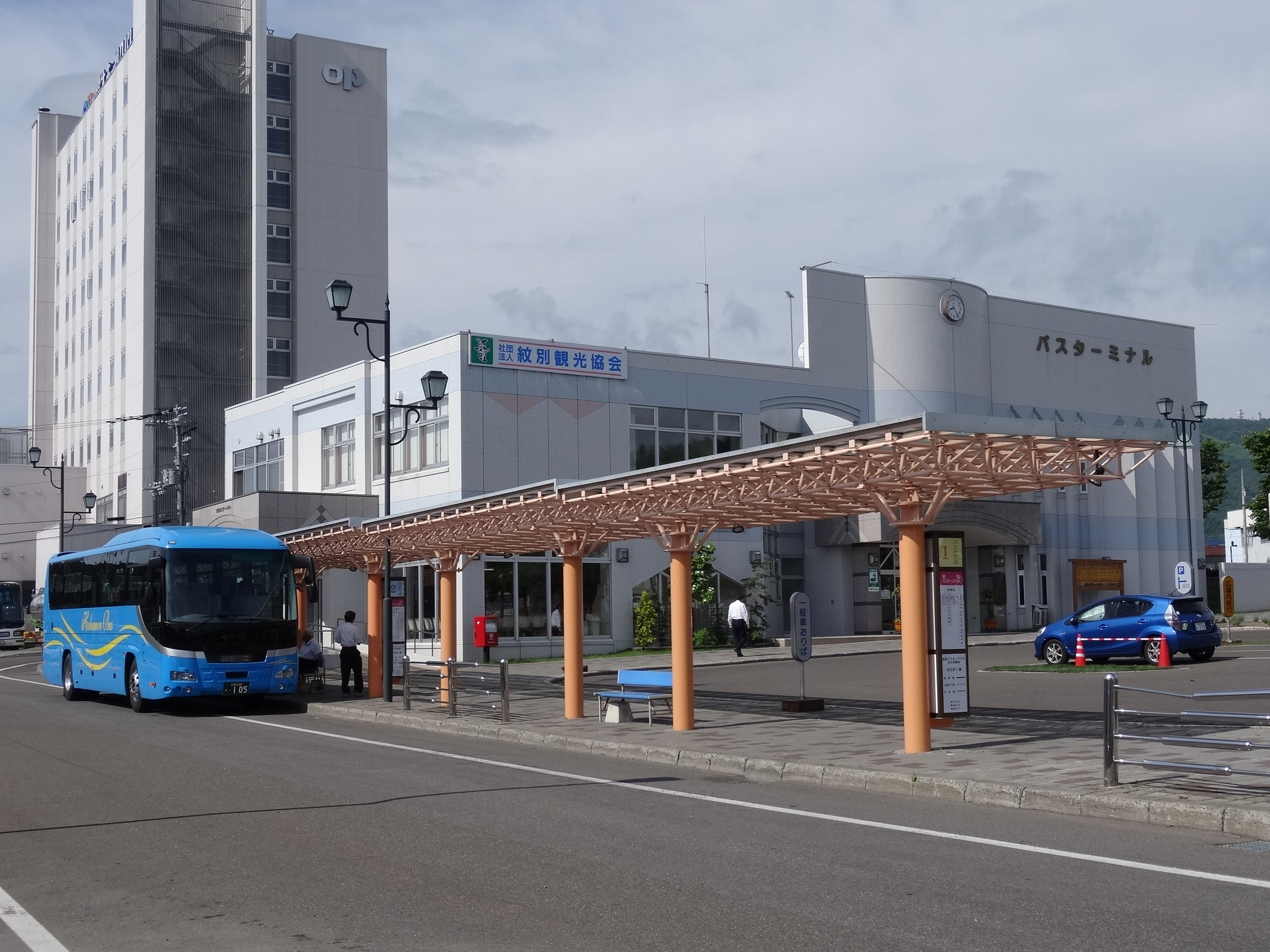
紋別出張所（オホーツク交流センター）
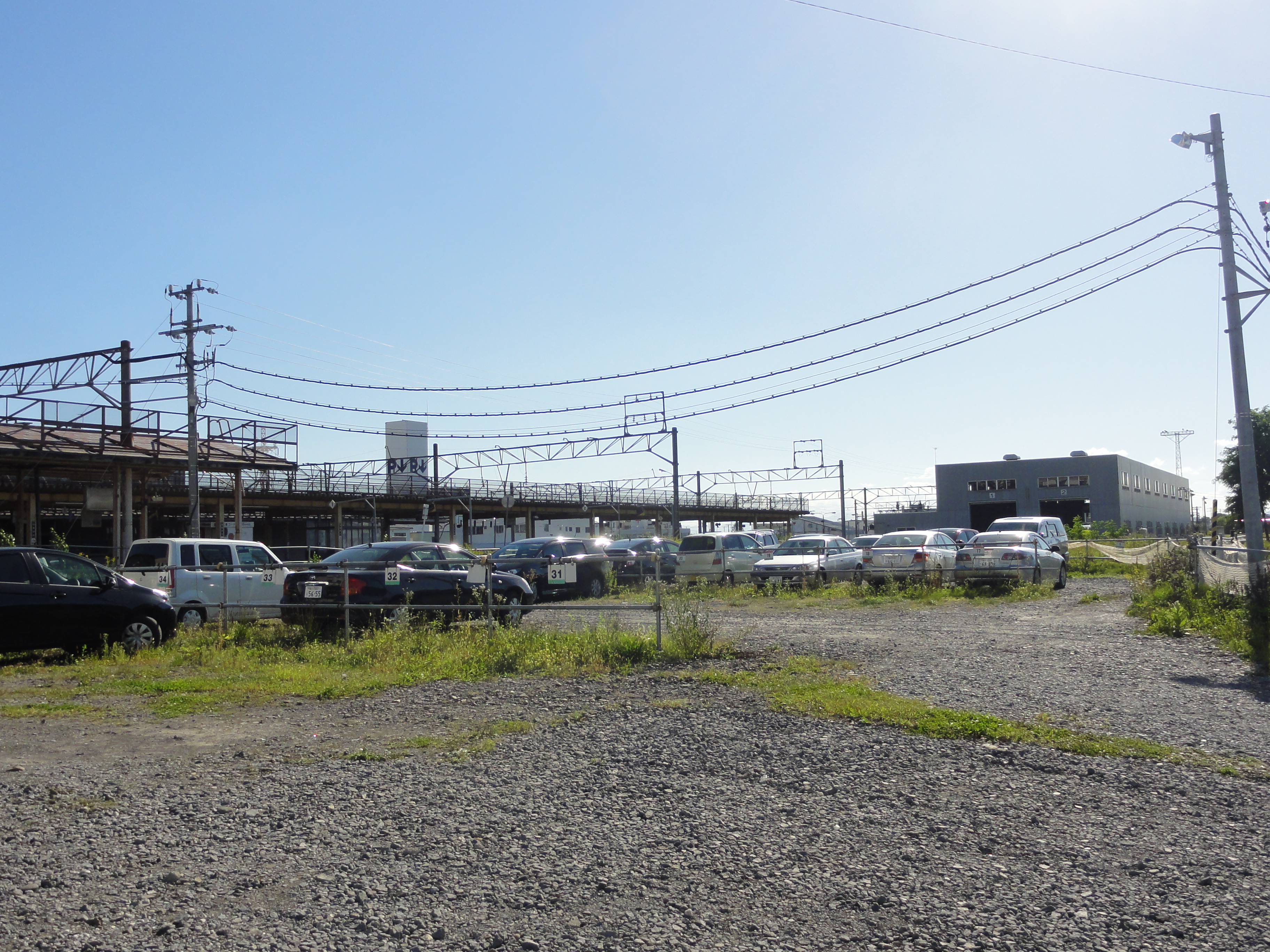
深川出張所（右奥の建物）

## 路線バス

### 一般路線バス

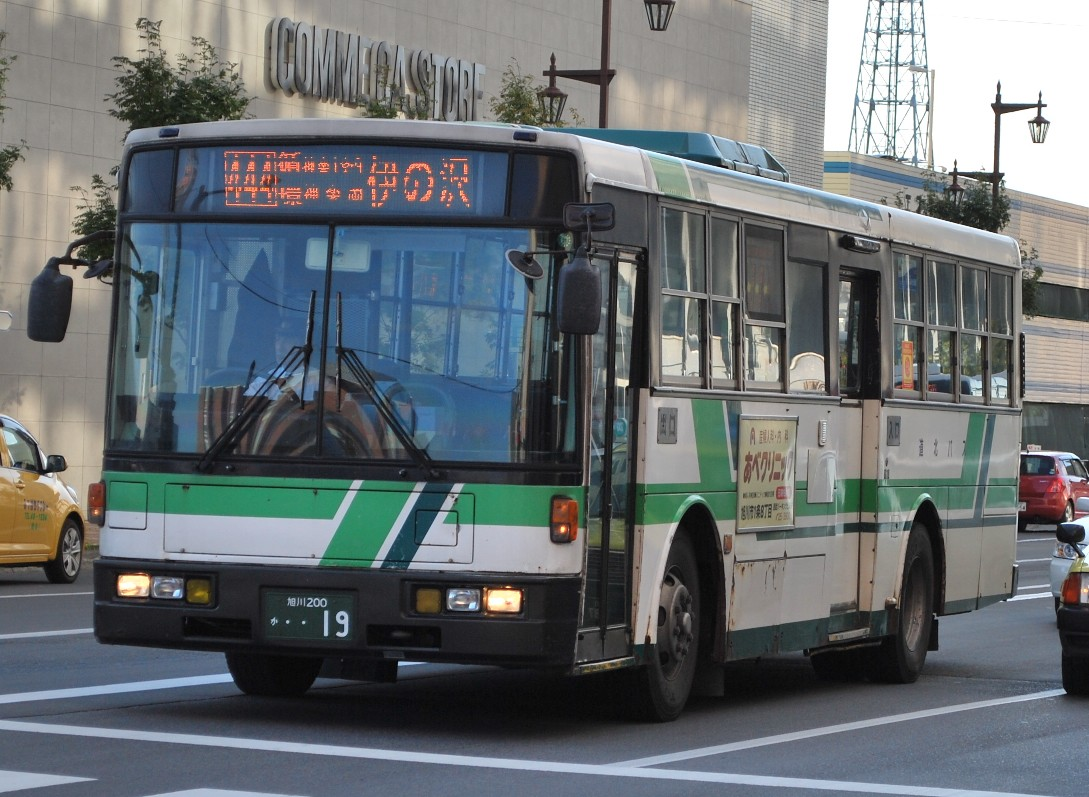
一般路線向け車両・塗装

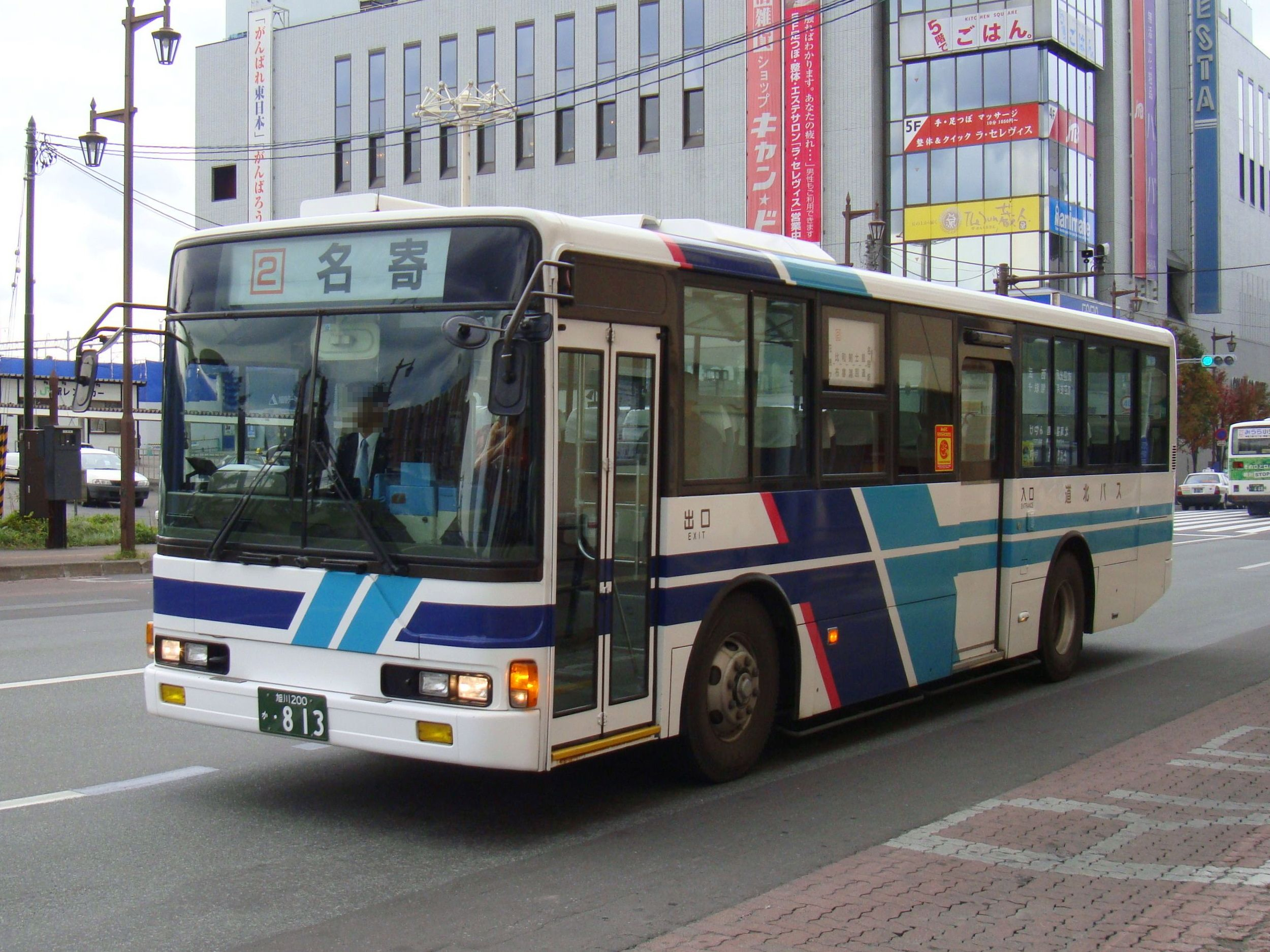
中・長距離路線は2人掛け座席主体の車両が用いられ、高速・貸切車と同じ塗装となる

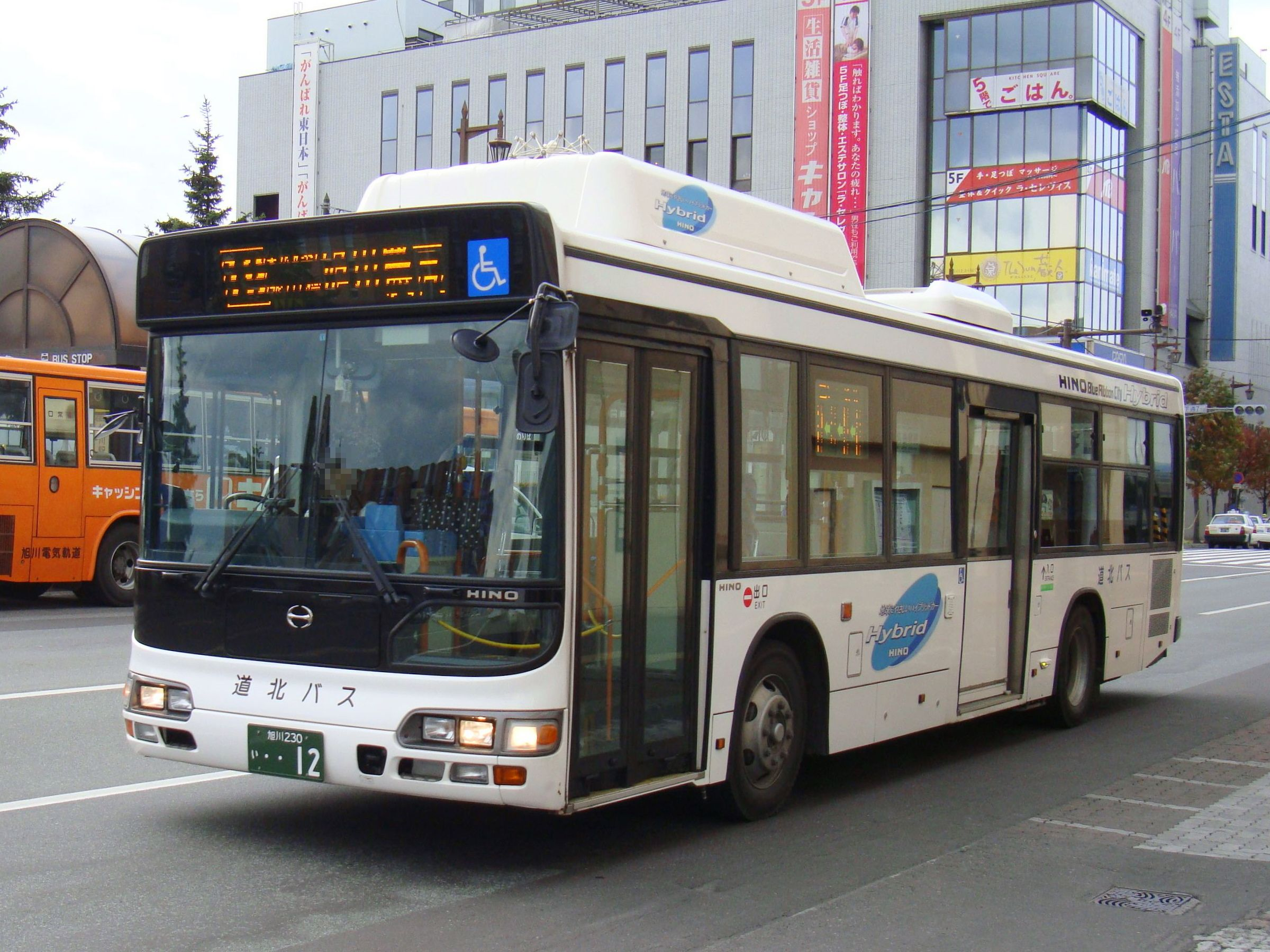
ハイブリッドバス

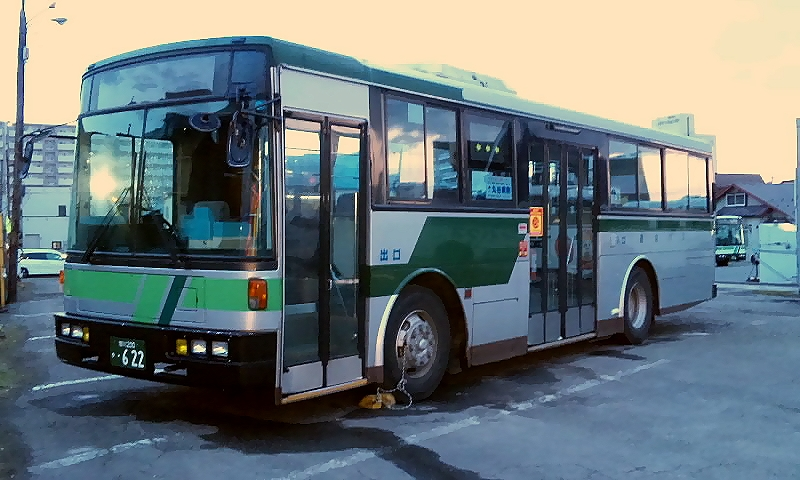
市内線・中長距離路線のどちらにも入る車両も存在する

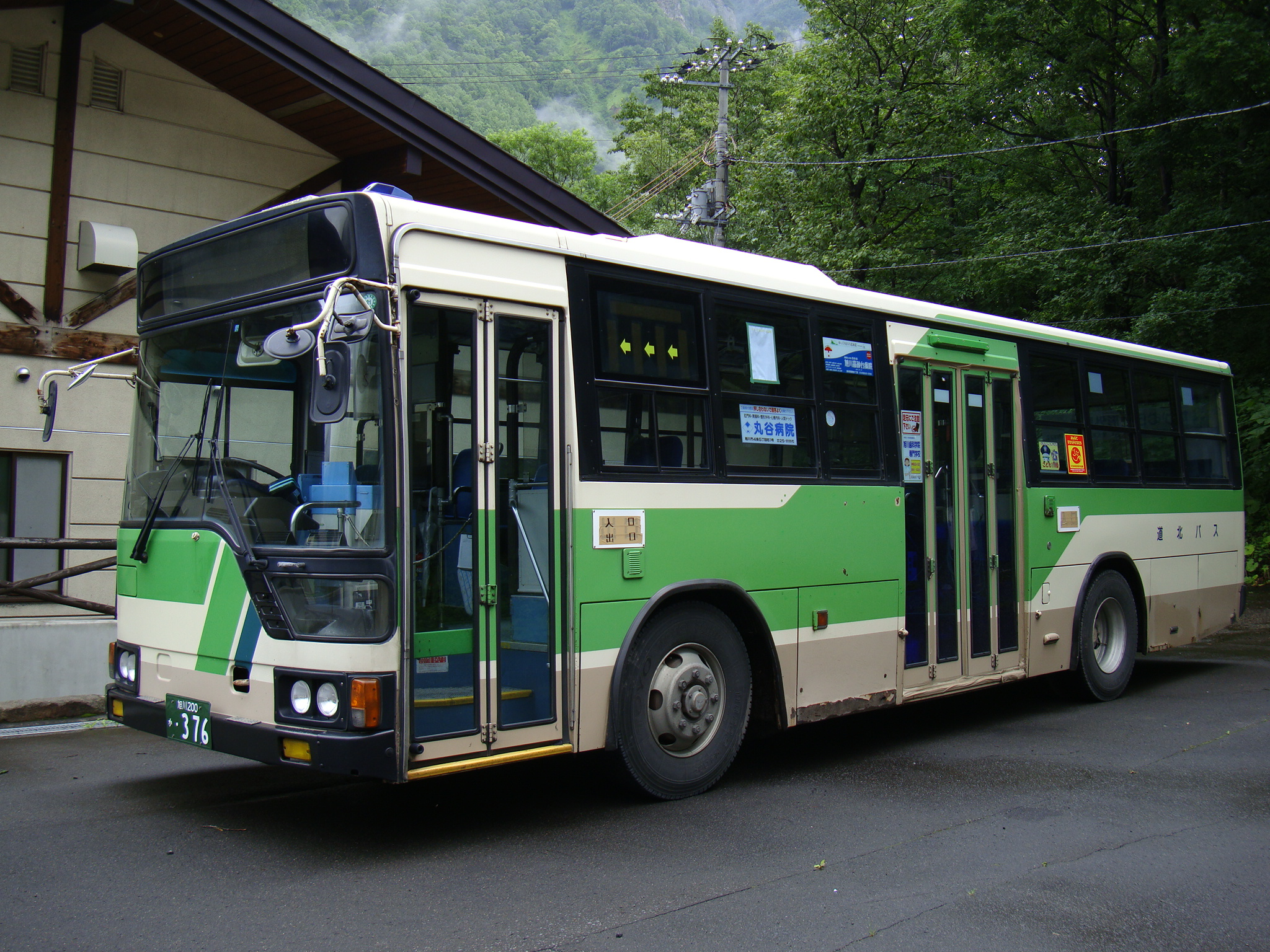
銀泉台線、シャトルバスは前乗り・前降りで運用

2024年（令和6年）10月1日現在
2 名寄線（普通）
旭川駅前 - 比布駅前 - 和寒 - 士別駅前 - 名寄駅前
- かつては急行便（1系統）と普通便（2系統）が存在したが、2023年10月1日ダイヤ改正よりそれまでの急行・普通便合わせて12往復から普通便のみ7往復に減便し、急行便を廃止した。

- 2024年10月1日改正では、早朝の1往復のみとなり、それ以外は、32遊湯ぴっぷスキー場線を統合して新設した、後述の3系統に移行した。

3 名寄線（遊湯ぴっぷ経由）
旭川駅前 - 比布駅前 - 遊湯ぴっぷ - 比布スキー場（冬季のみ） - 和寒 - 士別駅前 - 名寄駅前
5 愛別線（比布経由）
旭川駅前 - 末広1条7丁目 - 1線13号 - 比布駅前 - 愛別駅前
6 東鷹栖線（1線経由）
旭川駅前 - 末広1条7丁目 - 1線13号 - 10線13号 - 13線16号
7 東鷹栖線（1線経由）
旭川駅前 - 末広1条7丁目 - 1線13号 - 10線13号 - 10線16号
8 東鷹栖線（16号経由）
旭川駅前 - 末広1条7丁目 - 1線13号 - 3線16号 - 13線16号
9 末広高台線　
旭川駅前 - 護国神社前 - 末広4条1丁目 - 旭川実業高校前
10 末広7丁目線（深夜バス）
旭川駅前 - 2条昭和通 - 末広1条7丁目 - 末広6条11丁目
11 3線13号線
旭川駅前 - 末広1条7丁目 - 3線13号
12 10線22号線（1線経由）
旭川駅前 - 末広1条7丁目 - 1線13号 - 10線22号
13 末広10丁目線
旭川駅前 - 末広1条7丁目 - 末広東2条10丁目 - 末広6条11丁目
103 末広10丁目回り循環線
旭川駅前 - 末広東2条10丁目 - 末広6条11丁目 - 末広6条3丁目 - 旭川駅前
114 西神楽末広7丁目線
西神楽5号 - 神楽7条12丁目 - 旭川駅前 - 末広1条7丁目 - 末広6条11丁目
15 末広7丁目線
旭川駅前 - 末広1条7丁目 - 末広6条11丁目
16 末広3丁目線
旭川駅前 - 末広6条3丁目 - 末広6条11丁目
106 末広3丁目回り循環線
旭川駅前 - 末広6条3丁目 - 末広6条11丁目 - 末広東2条10丁目 - 旭川駅前
116 末広3丁目線（末広6条経由）
旭川駅前 - 末広6条3丁目 - 末広6条11丁目
17 10線22号線（3線経由）
旭川駅前 - 末広4条1丁目 - 3線13号 - 10線22号
19 永山橋線
旭川駅前 - 末広4条1丁目 - 3線13号 - 永山橋 - 旭川農業高校
21 緑が丘・春光台線
南高前 − 東光16条5丁目 − 永嶺高校前 - 永山2条4丁目 − 末広4条1丁目 − 療育センター前
23 10線10号線（末広・北野経由）
旭川駅前 - 護国神社前 - 末広4条1丁目 - 北野西2条1丁目 - 10線10号
24 10線10号線（末広・9線経由）
旭川駅前 - 末広4条1丁目 - 9線7号 - 10線10号
25 10線10号線（末広・10線経由）
森山病院前 - 末広4の1 - 10線7号 - 10線10号
26 福祉村線
旭川駅前 - 末広4条1丁目 - 福祉村
27 春光台線（末広経由）
旭川駅前 - 末広4条1丁目 - 春光台4条5丁目
28 春光台循環線（末広経由）
旭川駅前 - 末広4条1丁目 - 春光台4条5丁目 - 春光4条4丁目 - 旭川駅前
208 春光台循環線（末広・春光台4条経由）
旭川駅前 - 末広4条1丁目 - 春光台4条1丁目 - 春光4条4丁目 - 旭川駅前
29 春光台循環線（大町経由）
旭川駅前 - 春光4条4丁目 - 春光台4条5丁目 - 末広4条1丁目 - 旭川駅前
209 春光台循環線（大町・春光台4条経由）
旭川駅前 - 春光4条4丁目 - 春光台4条1丁目 - 末広4条1丁目 - 旭川駅前
30 春光台線
旭川駅前 - 春光4条4丁目 - 春光台4条5丁目
31 運転免許試験場線
1条7丁目 - 6条西6丁目 - 運転免許試験場
- 2012年度までは旭川電気軌道が運行していたが、2013年（平成25年）4月に道北バスへ移譲された。

34 10線10号線（大町経由）
森山病院前 - 旭川駅前 - 春光4条4丁目 - 北野西3条1丁目 - 10線10号
- 2021年5月1日、旭川駅前 - 森山病院前間延伸

37 10線10号線（旭町・10線経由）
旭川駅前 - 旭町2条15丁目 - 10線7号 - 10線10号
38 10線10号線（旭町・9線経由）
旭川駅前 - 旭町2条15丁目 - 9線7号 - 10線10号
39 白金線
旭川駅前 - 西神楽駅前 - 美瑛駅前 - 美沢 - 白金温泉 - 国立大雪青少年交流の家
- 旧・国鉄バス美瑛線の一部を継承するとともに、当時から自社路線として既存だった美瑛線の一部を統合した形の系統。

42 美瑛白金線
美瑛駅前 - 美沢 - 白金温泉 - 国立大雪青少年交流の家
43 ごりょう公園線（忠別橋経由）
3条9丁目 - 大雪アリーナ - 神楽7条12丁目 - 神楽岡15条4丁目 - ごりょう公園前
- 2021年5月1日、神楽岡15条4丁目 - ごりょう公園前延伸、路線名を神楽岡15条線から変更

443 グリーンヒルズ市役所線（クリスタル橋経由）
市役所前 - 3条9丁目 - 大雪クリスタルホール前 - 神楽7条12丁目 - 神楽岡15条4丁目 - ごりょう公園前
- 2017年4月1日、市役所前 - 3条9丁目間、神楽岡15条4丁目 - ごりょう公園前を延伸。路線名を神楽岡15条線から変更

44 神楽北線
神楽岡15条4丁目 - 神楽岡駅前 - 神楽1条9丁目 - 市役所前
440 神楽北線（氷点橋経由）
市役所前 - 旭川駅前 - 神楽3条11丁目 - 神楽岡駅前 - 神楽岡15条4丁目
45 グリーンヒルズ旭川赤十字病院線
旭川赤十字病院前 - 旭川駅前 - 神楽7条12丁目 - 神楽岡15条4丁目 - ごりょう公園前
455 快速サンタ・リンクス線
OMO7 旭川・クレッセント旭川 - 旭川駅前 - 高砂台入口 - サンタプレゼントパーク - カムイスキーリンクス
- 冬期スキーシーズンのみ運行

路線沿革
- 2006 - 2007シーズン時点では、48,448 カムイスキーリンクス線（448は快速便）として以下の経路で運行されていた

48 グランドホテル／ホテルクレッセント - 1条7 - 神居2条10 - カムイスキーリンクス - 西丘第一中央
448（快速） グランドホテル／ホテルクレッセント - 1条7 - （旭川大橋） - カムイスキーリンクス - 西丘第一中央
- 2007 - 2008シーズンまで運行されていたが、翌シーズンから運行休止。以後、スキー場までのバスについては路線の復活・休止、代替となるバスの運行形態の変遷が続いている。
- 2008 - 2009シーズンから、スキー場までのアクセス手段として北海道アクセスネットワークによる予約制ツアーバスが2011 - 2012シーズンまで運行された。
- 2013 - 2014シーズンは予約制バス「カムイ号」として、普通便と快速便の2系統で運行。
- 2014 - 2015シーズンには路線バス448系統快速カムイスキーリンクス線の運行を再開。
- 2015 - 2016シーズンから再び路線バスとしての運行が休止され、予約制バス「カムイ号」としての運行に戻る。
- 2019 - 2020シーズンには再び路線バス448系統快速カムイスキーリンクス線の運行を再開。
- 2020 - 2021シーズンにはサンタプレゼントパーク線と統合し455系統快速サンタ・リンクス線として運行。

47 上雨紛線
3条9丁目 - 神居2条10丁目 - 上雨紛
50 伊の沢線
市役所前 - 神居4条15丁目 - 伊の沢 - 雨紛2号
53 高砂台線
3条9丁目 - 神居7条8丁目 - 高砂台8丁目
530 高砂台末広線
高砂台8丁目 - 神居7条8丁目 - 旭川駅前 - 末広1条7丁目 - 末広6条11丁目
55 サンタプレゼントパーク線
OMO7旭川・クレッセント旭川 - 旭川駅前 - 神楽4条4丁目 - 高砂台入口 - サンタプレゼントパーク
- 冬期スキーシーズンのみ運行。

56 留萌線
#56 留萌線を参照。　
57 台場・旭台線
3条9丁目 - 神楽4条4丁目 - 神居2条1丁目 - 台場2条6丁目 - 旭台
59 品川・江丹別線
3条9丁目 - 神居2条10丁目 - 忠和5条4丁目 - 品川 - 江丹別
- 従来から59 品川線として運行されてきたが、2023年7月1日ダイヤ改正で廃止された36 江丹別線を統合する形で終点を品川から江丹別へ延長し、路線名を品川・江丹別線とした。

60 春光6条永山線
春光6条4丁目 - 護国神社前 - 末広1条7丁目 - 1線13号 - 永山6条18丁目
600 春光6条永山線
春光6条4丁目 - 護国神社前 - 末広1条7丁目 - 1線13号 - 永山6条18丁目 - 旭川農業高校
62 忠和・永山6条線
忠和5条1丁目 - 神居2条10丁目 - 1条8丁目 - 永山6条2丁目 - 永山6条20丁目 - 永山14丁目
662 忠和線（曙経由）
3条9丁目 - 曙1条2丁目 - 忠和5条4丁目 - 忠和5条1丁目
63 忠和・永山6条線（曙経由）
忠和5条1丁目 - 曙1条2丁目 - 1条8丁目 - 永山6条2丁目 - 永山6条20丁目 - 永山14丁目
630 高砂台永山線
高砂台8丁目 - 神居7条8丁目 - 1条8丁目 - 永山2条4丁目 - 永山2条19丁目 - 永山13丁目
663 永山14丁目線（永山6条経由）
1条8丁目 - 永山6条2丁目 - 永山6条20丁目 - 永山14丁目
665 永山10条線
1条8丁目 - 新星町 - 永山10条4丁目 - 永山2条19丁目 - 永山13丁目
66 永山10条線
1条8丁目 - 新星町 - 永山10条4丁目 - 永山10条14丁目
68 永山2条線
1条8丁目 - 永山2条4丁目 - 永山2条19丁目 - 永山13丁目
69 上野ファーム線
1条8丁目 - 4条18丁目 - 永山2条4丁目 - 永山2条19丁目 - 上野ファーム（夏期限定。上野ファーム閉園時は、68永山13丁目線で運行
669 旭台農高線
旭台 - 1条8丁目 - 永山2条4丁目 - 永山2条19丁目 - 旭川農業高校
70 当麻線
1条8丁目 - 永山2条4丁目 - 永山2条19丁目 - 当麻駅前 - 当麻ヘルシーシャトー
72 秋月橋循環線（新星町経由）
1条8丁目 - 新星町 - 永山10条4丁目 - 末広東2条3丁目 - 旭川駅前
73 秋月橋循環線（末広経由）
旭川駅前 - 末広東2条3丁目 - 永山10条4丁目 - 新星町 - 1条7丁目
75 当麻線（末広経由）
旭川駅前 - 末広東2の条3丁目 - 永山2条19丁目 - 当麻駅前 - 当麻ヘルシーシャトー
78 永山1条線
1条8丁目 - 流通団地1条2丁目 - 旭川農業高校
79 旭川空港線（直行便）
旭川駅前 - 旭川空港
- 2021年8月1日から運行開始。
- 旭川電気軌道が運行する77 空港線と異なり、氷点橋、国道237号経由で途中無停車。午前中のバスは季節運航のANA中部国際空港便に合わせて運行しているが航空機との接続運行ではない。接続バスは運航日に旭川電気軌道が運行する。
- かつては以下の経路で運行されていた（2013年4月1日廃止）

6条9丁目 - 旭川駅前 - 旭川医大 - 旭川空港
- 全日本空輸中部国際空港便に接続。その他の便は旭川電気軌道が運行。ふらのバス快速ラベンダー号（旭川駅前 - 旭川空港間）も含め乗車券の共通利用ができた。

81 旭川層雲峡線
旭川駅前 - 永山2条4丁目 - 永山2条19丁目 - 愛別橋 - 上川森のテラスバスタッチ（上川駅前） - 清川 - 層雲峡
83 上川層雲峡線
上川森のテラスバスタッチ（上川駅前） - 清川 - 層雲峡
86 大雪湖線
層雲峡 - 滝見台 - 大函入口 - 大雪湖
- 7月 - 10月限定運行。

99 銀泉台線
層雲峡ホステル - 層雲峡 - 銀泉台
- 7月 - 9月限定運行。

100 高原温泉シャトルバス
大雪レイクサイト - 高原温泉
- 紅葉シーズン限定運行。

199 銀泉台シャトルバス
大雪レイクサイト - 銀泉台
- 紅葉シーズン限定運行。

### 都市間バス
2024年（令和6年）4月1日現在。
2013年（平成25年）4月1日より、特急石北号、ノースライナー（三国峠経由）、サンライズ旭川釧路号の上川町内停車停留所が、上川ポンモシリから上川森のテラスバスタッチ（上川駅前）に変更された。
旭川駅前の都市間バス乗り場は旧・旭川駅前営業所前路上の22番・23番、札幌行は北海道中央バス旭川ターミナルであったが、2018年（平成30年）6月1日より留萌線が、旭川駅前営業所移転と同日の6月14日より北海道中央バス関連路線以外が、旭川ターミナルが廃止となる6月21日より札幌・紋別・遠軽の各路線が、旭川駅前バスタッチ発着となった。

#### 高速流氷もんべつ号・特急オホーツク号
- 高速流氷もんべつ号：紋別・渚滑・上渚滑・滝上 - 札幌駅前ターミナル（北海道中央バス、ジェイ・アール北海道バス、北紋バスと共同運行）
- 特急オホーツク号：紋別・南が丘3丁目・上渚滑・滝上 - 上川駅前・旭川駅前

予約制。札幌発着便は2006年（平成18年）12月より座席指定となっている。旭川発着便は自由席。2020年（令和2年）12月1日に廃止された旭川経由便では札幌 - 旭川間は高速あさひかわ号に準じ予約不要、旭川 - 紋別間は特急オホーツク号に準じ予約制（自由席）であった。札幌発着便は比布大雪PAで、旭川発着便は上川駅前で休憩時間を設定する。
1984年（昭和59年）6月27日に道北バスが特急オホーツク号を4往復新設し渚滑経由で運行。翌年には1往復増回し、1989年（平成元年）より北紋バスが加わり6往復となり、南が丘3丁目（北海道道713号）経由を新設した。
1996年（平成8年）4月11日より高速あさひかわ号と特急オホーツク号各4往復を振り替え高速流氷もんべつ号を新設。高速流氷もんべつ号は渚滑経由で4往復、特急オホーツク号は南が丘3丁目経由で3往復とし4社共同運行となった。高速流氷もんべつ号の経路は紋別市内が渚滑経由となる以外は高速あさひかわ号と特急オホーツク号に準じていた。
2001年（平成13年）4月1日より、高速流氷もんべつ号のうち2往復は旭川を経由しない直行便に振り替えられ、2003年12月1日からは更に1往復が直行便に振り替えられた。
また、2006年（平成18年）度より2月の流氷観光期限定で直行便が2往復増回された。直行便限定で「愛別東町」「上川ポンモシリ」停留所が設置されたが、旭川紋別自動車道の延伸により順次廃止され、浮島ICまで高速道を利用することとし、野幌から滝上町の滝西まで停留所は設定されなくなった。また、両方向ともに乗降可能で全便が停車していた「浮島トンネル記念公園」停留所は2006年（平成18年）12月1日に廃止されている。
2020年（令和2年）12月1日に高速流氷もんべつ号の旭川経由を廃止。紋別 - 札幌は全便直行、紋別 - 旭川は特急オホーツク号に一本化された。
2023年（令和5年）1月21日より、高速流氷もんべつ号の北海道中央バス担当便が当面の間運休中。
2005年（平成17年）度の乗車実績は49,647人。

#### サンライズ号

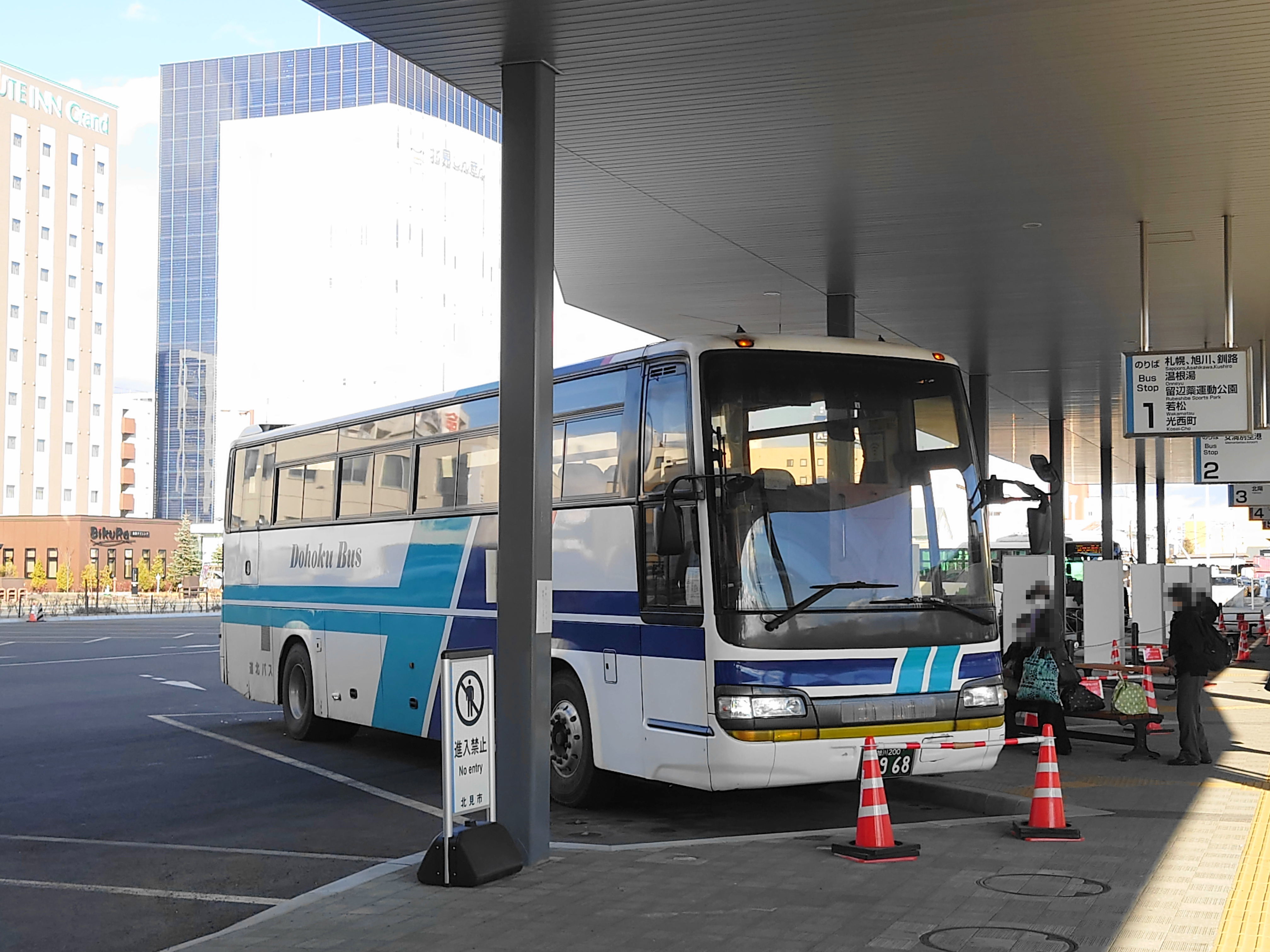
特急石北号 北見バスターミナル到着

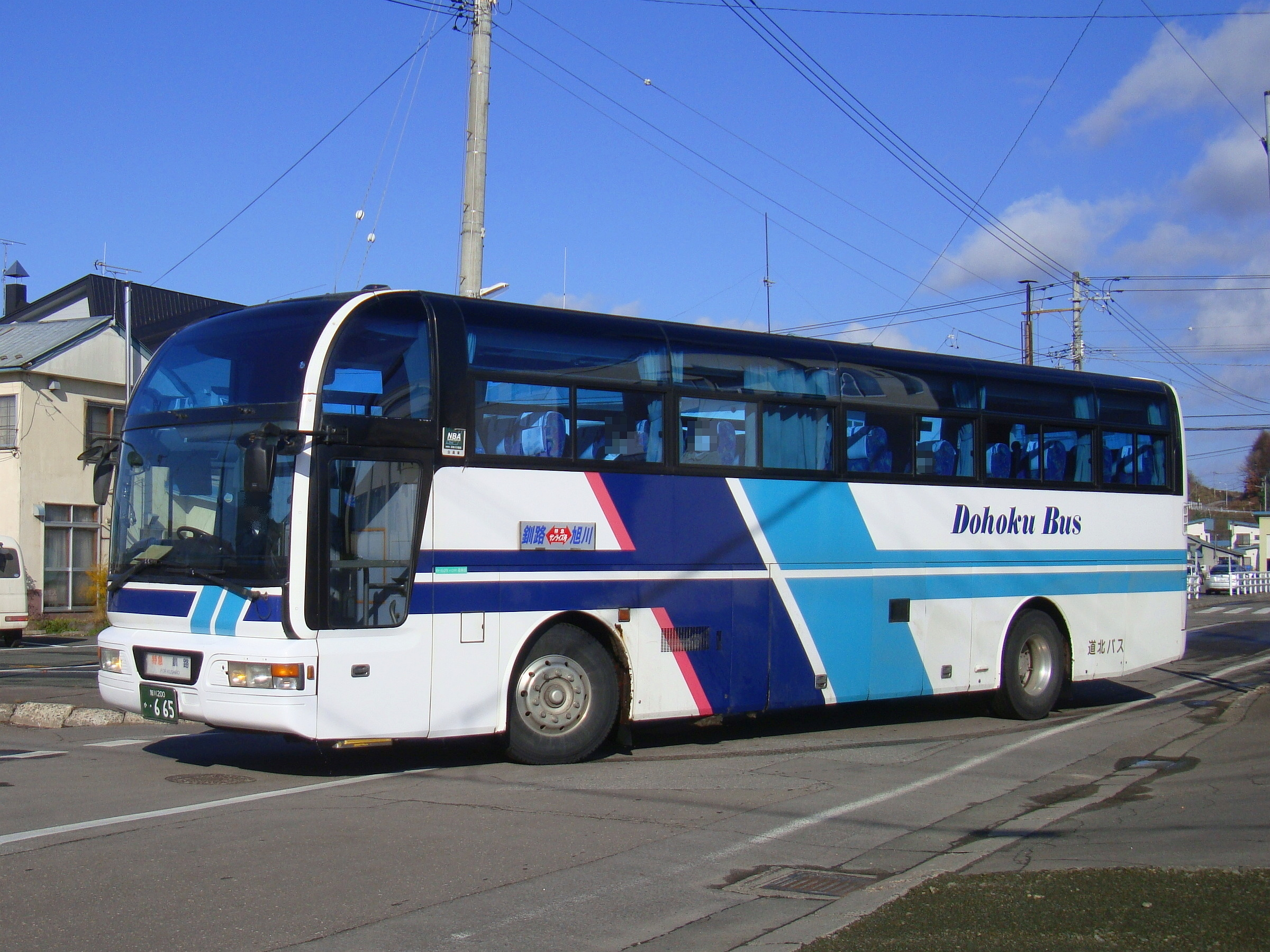
サンライズ旭川釧路号 津別出発

- 道北バス本社・旭川駅前・上川駅前・層雲峡 - 温根湯 - 留辺蘂駅前 - 北見バスターミナル - 津別 - 阿寒湖畔・大楽毛駅前・釧路駅前・阿寒バス本社（阿寒バス、北海道北見バスと共同運行）

2023年（令和5年）10月1日より、特急石北号（旭川 - 北見）と特急釧北号（北見 - 釧路）をサンライズ旭川釧路号（旭川 - 釧路）に統合する形で、旭川 - 北見 - 釧路の3社共同運行となった。
特急石北号（北海道北見バスと共同運行）は、1987年（昭和62年）9月に北見バス（当時）と共同で路線開設を申請。10月に認可となり11月2日より両社1往復ずつの2往復で運行を開始。運賃の安さや45人乗りの専用車両投入が奏効し好調な滑り出しを見せた。これに対し北海道旅客鉄道（JR北海道）では1988年（昭和63年）3月19日より、それまで繁忙期に運行していた急行「大雪82・83号」を急行券が不要な特別快速に変更し、付帯サービスを都市間バスに近づけた専用車両を用いた「きたみ」の運行を開始。特急「オホーツク」と大差ない所要時間で運行され、こちらも好調なスタートを見せた。特急石北号では同年5月1日より4枚綴りの回数乗車券を発行。同年11月22日より4往復に増やし、旭川でJR北海道の特急列車や「高速あさひかわ号」に乗り換えて札幌 - 北見間も安価に行ける点などをアピールし対抗した。当初の途中停留所は留辺蘂・温根湯・層雲峡のみであったが、4往復増回時に北見市内の東相内と相内、旭川市内の永山2条19丁目を増設。後に上川ポンモシリ、愛別橋、当麻20丁目も増設されていた。
サンライズ旭川釧路号（阿寒バスと共同運行）は、1993年（平成5年）6月26日運行開始。1998年（平成10年）4月1日より当麻、愛別、津別、阿寒町などの途中停留所を増設。2006年（平成18年）4月1日より釧路側の基点を阿寒バス本社へ、同年9月1日より旭川側の基点を道北バス本社へ延長しパークアンドライドを開始。同日より運行管理委託を開始し、北見市相内の途中休憩地点を境に阿寒バスが釧路側、道北バスが旭川側を乗務した。現在は北見バスターミナルで交替している。
特急釧北号（北海道北見バスと阿寒バスが運行）は、1993年（平成5年）12月23日に臨時バスとして運行開始。以降、年末年始、春休み・ゴールデンウィーク、夏休みの期間限定で運行され、1995年（平成7年）より通年運行となった。臨時バス以来2往復の運行で、途中津別や阿寒町の停留所増設や阿寒バス本社へ延長しパークアンドライドの開始、釧路市内の降車専用停留所が一部変更された以外、運行時間の大きな変更も行われていなかった。

#### 高速なよろ号
- 名寄営業所・名寄駅前・風連・士別大通6丁目・道の駅けんぶち・和寒 - 札幌駅前ターミナル（北海道中央バスと共同運行）

1989年（平成元年）12月22日から1990年（平成2年）1月10日までの臨時運行を経て、同年3月9日より通年運行となった。当初は予約制（自由席）で運行され、1995年（平成7年）12月1日より予約不要となっていたが、2006年（平成18年）9月1日より再度予約制（全席指定）となっている。途中音江PAで休憩時間を設定する。
1990年（平成2年）12月1日から1991年（平成3年）11月30日までは旭川市内中心部を経由し、札幌 - 旭川間や旭川 - 士別 - 名寄間の利用も可能であった。その後は札幌市内、道央自動車道上、士別、名寄の停車であったが、1997年（平成9年）6月1日より和寒、2004年（平成16年）12月1日より風連、2007年（平成19年）4月1日より道の駅けんぶちに停車開始した。開設当初から4往復の運行であるが、2001年（平成13年）7月20日より土日祝に限り1往復増回。
2013年（平成25年）4月1日より、名寄側の起終点が道北バス名寄営業所に延長される。

2023年（令和5年）1月21日より、北海道中央バス担当便が当面の間運休中。

#### ノースライナー
- 旭川駅前 - 狩勝峠/三国峠 - 帯広駅バスターミナル（十勝バス、北海道拓殖バスと共同運行）

#### 高速あさひかわ号
- 旭川駅前 - 札幌駅前ターミナル（北海道中央バス、ジェイ・アール北海道バスと共同運行）

2021年（令和3年）4月1日より、一部便を予約制にて2人掛け座席の1名利用とした予約制あさひかわ号に振り替え。道央自動車道上の停留所には停車しないほか、運賃に加えて特別料金（小人、割引運賃も同額）が必要であった。同年11月30日の運行をもって休止。
路線沿革
道北バスが参入するまでの沿革については、北海道中央バス旭川営業所を参照。
- 1990年（平成2年）10月31日 - 道央自動車道旭川鷹栖IC供用開始に伴うダイヤ改正。
  - 旭川鷹栖IC経由に変更。所要時間を約2時間00分に短縮。40往復に増回[47]。
  - JR北海道バス（当時）と道北バスが新規参入、共同運行化[48]。
  - 札幌行の札幌ターミナル（北1条西1丁目降車場）を時計台前に改称。
  - 高速納内、4条1丁目、3条9丁目を新設。
- 1991年（平成3年）4月1日 - 「マンデーモーニングバス」を新設。
- 1993年（平成5年）8月11日 - 菊水元町7条、緑町20丁目新設。
- 1995年（平成7年）7月21日 - 2.5往復を遠軽まで延長（高速えんがる号）。北見バス（当時）が参入。
- 1996年（平成8年）4月11日 - 4往復を紋別まで延長（高速流氷もんべつ号）。北紋バスが参入。
- 1997年（平成9年）
  - 4月1日 - 平日のみ使用できる20枚綴りのあさひかわビジネス回数券を新設。
  - 12月1日 - 冬期のみ休日ダイヤ新設。平日34往復、休日40往復（いずれも札幌遠軽線・札幌紋別線を含む）。
- 1998年（平成10年）12月1日 - ビジネス回数券を廃止。平日・休日共に使用可の20枚綴り回数券オールデイ20を新設。
- 1999年（平成11年）4月1日 - 全席禁煙化。
- 2000年（平成12年）4月1日 - JR北海道のバス部門分離により同社担当分をジェイ・アール北海道バスに移管。
- 2002年（平成14年）4月1日 - 旭川市内に川端6条10丁目、3条1丁目を新設。
- 2003年（平成15年）12月1日 - 高速流氷もんべつ号ダイヤ改正により北紋バスが離脱[49]。
- 2005年（平成17年）4月1日 - 3条1丁目を廃止し、4条1丁目に移設。
- 2007年（平成19年）11月3日 - 旭山動物園入園券をセットにした往復バスセット券を新設。
- 2008年（平成20年）6月1日 - 札幌&富良野・旭川ぐるっとバスセット券を新設。
- 2009年（平成21年）
  - 6月15日 - 東京・旭川連絡きっぷ「あさひかわ・ストーリー」を新設（2019年（令和元年）9月30日出発分をもって発売を終了）。
  - 11月3日 - 旭山動物園往復バスセット券利用者向けに札幌発午前便を旭川駅前（旭川電気軌道バスのりば）まで延長。
- 2012年（平成24年）4月1日 - 高速えんがる号ダイヤ改正により北海道北見バスが離脱[50]。
- 2018年（平成30年）6月21日 - 旭川ターミナル廃止、旭川における全便の発着場所を旭川駅前バスタッチ7番に変更[51]。
- 2020年（令和2年）12月1日 - 高速流氷もんべつ号および高速えんがる号の旭川経由廃止により、全便が高速あさひかわ号となる[52]。
- 2021年（令和3年）
  - 4月1日 - 一部便を予約制とする（予約制あさひかわ号）[45][44]。
  - 12月1日 - 予約制あさひかわ号休止により、全便が高速あさひかわ号となる[46]。

#### 高速えんがる号・特急北大雪号
| 高速えんがる号旭川経由便 遠軽にて |  | 高速えんがる号直行便 比布大雪PAにて |
| 高速えんがる号旭川経由便 遠軽にて |  | 高速えんがる号直行便 比布大雪PAにて |

- 高速えんがる号：遠軽・丸瀬布 - 白滝 - 札幌駅前ターミナル（北海道北見バス・北海道中央バスと共同運行）
- 特急北大雪号：遠軽・丸瀬布 - 白滝 - 上川ポンモシリ・旭川駅前（運休中[53]）

1990年（平成2年）9月22日に道北バスと北見バスの2社共同運行で旭川 - 遠軽の特急北大雪号4往復を開設。1995年（平成7年）7月21日に高速あさひかわ号の旭川行2本・札幌行3本、特急北大雪号の遠軽行2本・旭川行3本を振り替える形で高速えんがる号を新設し3社共同運行となった。
2012年（平成24年）4月1日以降、高速えんがる号は遠軽行2本（直行）・札幌行3本（直行2本、旭川経由1本）、特急北大雪号は遠軽行2本・旭川行1本の運行で、同日より高速えんがる号は予約制（全席指定）となったが、旭川経由便の遠軽 - 旭川間、旭川 - 札幌間のみの利用は引き続き予約不要であった。2018年（平成30年）6月21日より特急北大雪号を含む旭川 - 遠軽間の利用も予約制（自由席）となった。2020年（令和2年）12月1日に高速えんがる号の旭川経由を廃止。札幌 - 遠軽は全便直行で2往復、旭川 - 紋別は特急北大雪号2往復の運行となった。
2000年（平成12年）12月22日から2001年（平成13年）1月21日までと、同年5月26日から8月23日まで、遠軽より上湧別町（現・湧別町）の中湧別まで延長した直行便を定期便に加えて運行。2007年（平成19年）4月1日より定期運行化。2012年（平成24年）4月1日より全便遠軽発着となり湧別町乗り入れは廃止されている。

2023年（令和5年）1月21日より高速えんがる号の北海道中央バス担当便、同年7月1日より特急北大雪号の北海道北見バス担当便、2024年（令和6年）4月1日より特急北大雪号の道北バス担当便が当面の間運休中。特急北大雪号は全便運休により路線休止となっている。

#### 特急えさし号
- 旭川駅前・士別大通6丁目・名寄駅前 - 音威子府 - 小頓別 - 歌登 - 枝幸（宗谷バスと共同運行）

1985年（昭和60年）9月20日に宗谷バス単独で運行開始。1992年（平成4年）4月1日より道北バスが運行に加わっている。2002年（平成14年）6月1日には宗谷バス運行便を本幌別経由名寄発着に変更し旭川線は道北バス便1往復の運行に変更されたが、2004年（平成16年）4月1日に本幌別経由は廃止となり小頓別経由旭川発着2往復に戻されている。旭川 - 小頓別間は、同経路の特急天北号（宗谷バス運行）と乗車券共通利用ができる。

2024年（令和6年）4月1日より、道北バス担当便が当面の間運休中。

#### 56 留萌線

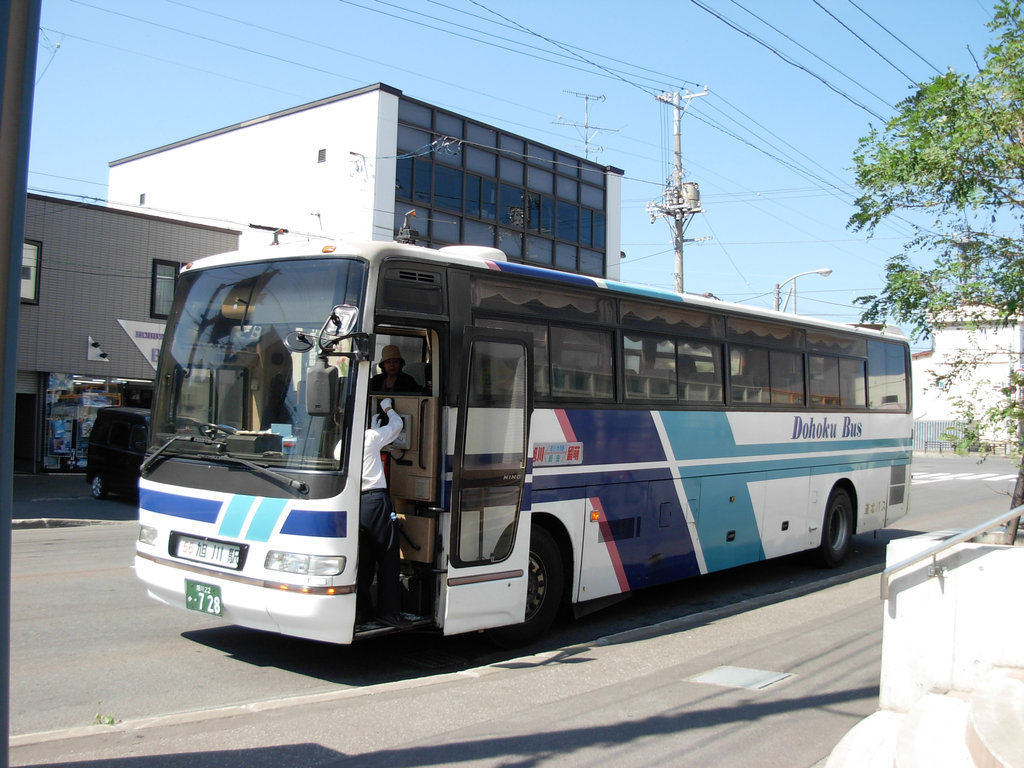
留萌にて

- 旭川駅前 - 深川十字街 - 秩父別役場 - 碧水 - 留萌駅前 - 留萌十字街（沿岸バス56 留萌旭川線と共同運行）

沿岸バスが道北バスから分立した歴史的経緯もあって古くから沿岸バスと相互乗り入れを実施しており、両社で互いに停留所を共有し、時刻表にも相手方の系統を含めて一体化した形で記載されている。都市間バスに分類されない場合もあるが、長距離運行のため都市間バスと同等の車両が用いられている。2001年（平成13年）より共同運行となり、定期乗車券や回数乗車券の相互利用も可能となった。Doカードは沿岸バス運行便では使用できないため、道北バス窓口で留萌線用の金券式回数乗車券を発売している。

以前のダイヤでは1日10往復（道北バス4往復、沿岸バス6往復）運行で、沿岸バス運行便の一部は快速運行を行っていた。更に快速便のうち1往復は留萌十字街より「快速幌延留萌線」として羽幌・幌延方面へ直通運転していた。しかし便数は年を追うごとに減少傾向にあり、2023年7月1日ダイヤ改正時点では1日5往復（道北バス2往復、沿岸バス3往復）、全便普通便として旭川駅前 - 留萌十字街間を運行している。共同運行区間は旭川駅前 - 留萌十字街間で、かつて沿岸バス便の一部が直通していた留萌十字街以遠では道北バスの乗車券は使用できなかった。共同運行区間内であっても留萌線（留萌旭川線）と同区間を並行する他路線を利用する場合は、運行会社の乗車券のみ利用可能となる。また、沿岸バスが発売する企画乗車券『萌えっ子フリーきっぷ』については運行会社にかかわらず利用不可である。

### 主な休廃止路線

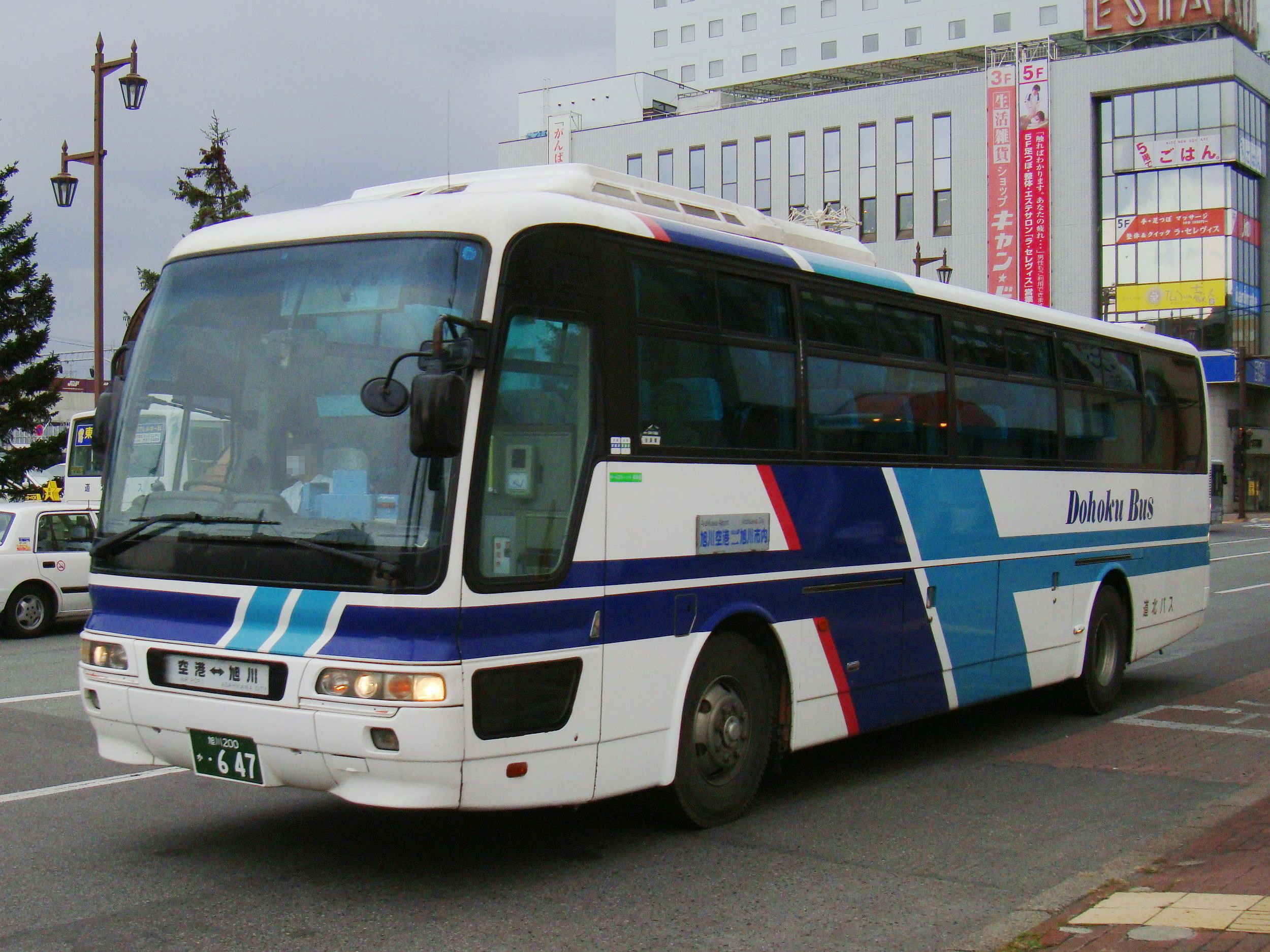
旭川空港線

67 台場永山線
台場2条1丁目 - 1条8丁目 - 永山2条4丁目 - 永山2条19丁目 - 永山13丁目 （2012年11月11日廃止）
69 当麻役場線
当麻ヘルシーシャトー - 当麻駅前 - 当麻役場前 （2013年11月11日廃止）
61 東海大・永山6条線
東海大学 - 神居2条10丁目 - 1条8丁目 - 永山6条2丁目 - 永山6条20丁目 - 永山14丁目 （2014年4月1日廃止）
661 東海大・永山6条線（曙経由）
東海大学 - 曙1条2丁目 - 1条8丁目 - 永山6条2丁目 - 永山6条20丁目 - 永山14丁目 （2014年4月1日廃止）
664 永山6条線
1条8丁目 - 永山6条2丁目 - 永山2条19丁目 - 永山13丁目 （2014年4月1日廃止）
104 西神楽春光台循環線
西神楽5号 - 旭川駅前 - 末広4条1丁目 - 春光台4条1丁目 - 春光4条4丁目 - 旭川駅前 （2015年4月1日廃止）
216 末広3丁目線
旭川駅前 - 末広1条3丁目 - 末広6条3丁目 （2015年4月1日廃止）
602 忠和末広循環線
忠和5条1丁目 - 神居2条10丁目 - 旭川駅前 - 末広6条3丁目 - 末広6条11丁目 - 末広東2条10丁目 - 旭川駅前 （2015年4月1日廃止）
9 東鷹栖線（16号経由）
旭川駅前 - 末広1条7丁目 - 1線13号 - 3線16号 - 10線16号 （2016年4月1日廃止）
445 グリーンヒルズ市役所線
ごりょう公園前 - 神楽岡15条4丁目 - 神楽7条12丁目 - 旭川駅前 - 市役所前 （2017年4月1日廃止）
64 永山6条線（深夜バス）
旭川駅前 - 2条昭和通 - 永山6条2丁目 - 永山6条18丁目 （2018年12月1日廃止）
65 忠和線（深夜バス）
4条8丁目 - 2条昭和通 - 神居2条10丁目 - 忠和5条4丁目 - 忠和5条1丁目 （2018年12月1日廃止）
76 当麻線（深夜バス）
旭川駅前 - 2条昭和通 - 永山2条4丁目 - 永山2条19丁目 - 当麻駅前 - 当麻ヘルシーシャトー （2018年12月1日廃止）
85 滝見台線
層雲峡 - 滝見台 （2018年まで運行）
- 7月 - 9月限定運行。

14 神楽岡末広7丁目線
神楽岡15条4丁目 - 神楽岡駅前 - 旭川駅前（1条7丁目） - 末広1条7丁目 - 末広6条11丁目（2021年5月1日廃止）
41 西神楽18号線
旭川駅前 - 西神楽駅前 - 西神楽18号（2021年5月1日廃止）
444 伊の沢循環線（外廻り）
市役所前 - 神楽1条9丁目 - 神楽岡駅前 - 伊の沢 - 市役所前（2021年5月1日廃止）
450 伊の沢線（神楽経由）
市役所前 - 神楽1条9丁目 - 神楽岡駅前 - 伊の沢（2021年5月1日廃止）
550 伊の沢循環線（内廻り）
市役所前 - 伊の沢 - 神楽岡駅前 - 神楽1条9丁目 - 市役所前（2021年5月1日廃止）
36 江丹別線
旭川駅 - 春光4条4丁目 - 北野西3条1丁目 - 13線5号 - 江丹別
- 2023年7月1日ダイヤ改正をもって59 品川線に統合される形で廃止された。

1 名寄線（急行）
旭川駅前 - 比布 - 和寒 - 士別駅前 - 名寄駅前
- 2023年10月1日ダイヤ改正をもって2 名寄線（普通）に一本化される形で廃止された。

71 愛別線（永山経由）
1条8丁目 - 永山2条4丁目 - 永山2条19丁目 - 愛別駅前
- 2023年10月1日ダイヤ改正をもって5 愛別線（比布経由）に一本化される形で廃止された。
- 旭川駅方面～（永山経由）～愛別橋間については81 旭川層雲峡線が代替となる。

2024年10月1日廃止路線
- 32 旭川駅 - 比布スキー場線
- 40 旭川駅 - 美瑛丸山線
- 666 台場・旭台 - 上野ファーム線
- 667 台場・旭台 - 永山13丁目線
  - 666と667は、直通が無くなり、旭川中心部で分割された。

## 貸切バス
貸切バス車両は12台登録。事業区域は通常は離島を除く旭川運輸支局管内発着が認められているが、貸切バス事業者安全性評価認定制度による優良事業者に限定した営業区域の弾力的な運用による特例で、2025年（令和7年）4月1日現在北海道全域となっている。

## 車両
- 旭川市内路線のバスの車体は緑のラインを基本とし、郊外線（美瑛・名寄方面）や都市間バス、貸切バス・観光バスの車体はネイビー+スカイブルーのラインを基本とする。
- 保有する車の大半が大型車であり、いすゞ自動車は僅少、日野自動車とUDトラックス（旧:日産ディーゼル）の割合が高い。
- 2004年6月に旭川市内の学習塾がスポンサーとなって、一世代前の塗色復刻した車が登場した。2008年3月には都市間バスの車両も追加されるが、2023年3月現在は名寄線などで1台が運行されている。
- 2003年頃から行先表示を方向幕からLED式のものに交換された。郊外線についても2008年からLED式のものに交換されている。
- 近年は全体として中古車が占める割合が高いが、少ないながらもハイブリッドバスの新車導入を行っている。

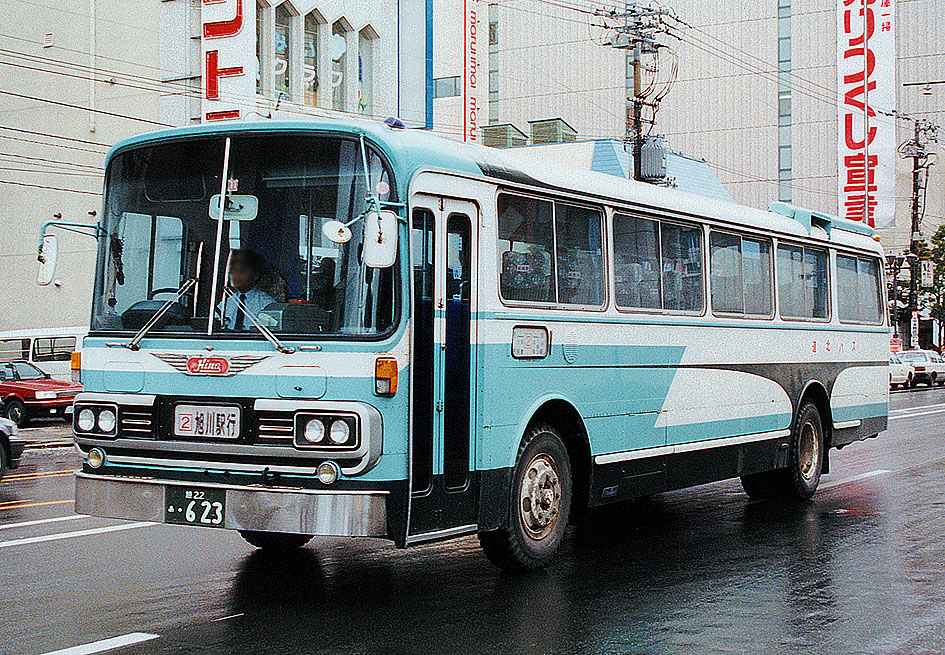
旧塗装車（1992年撮影）
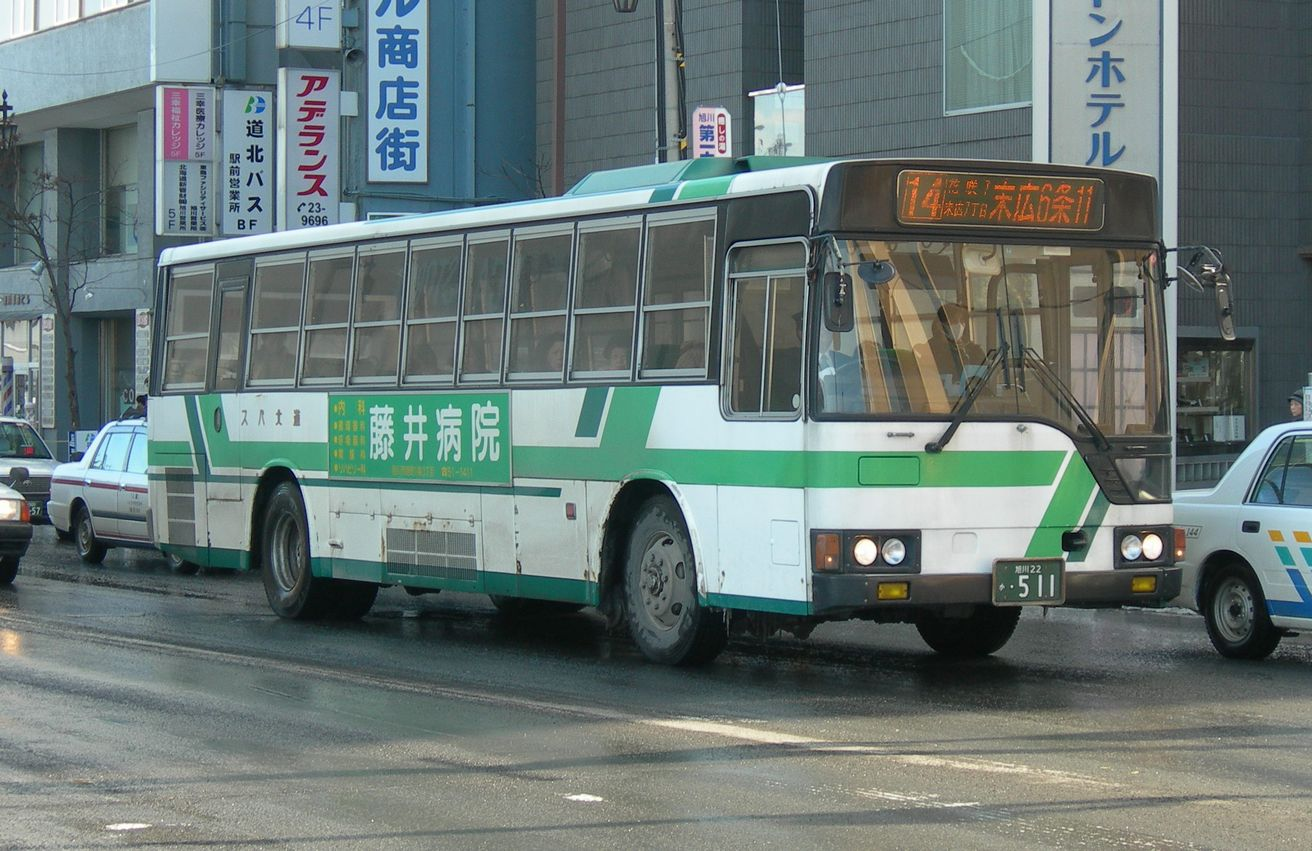
一般路線向け車両
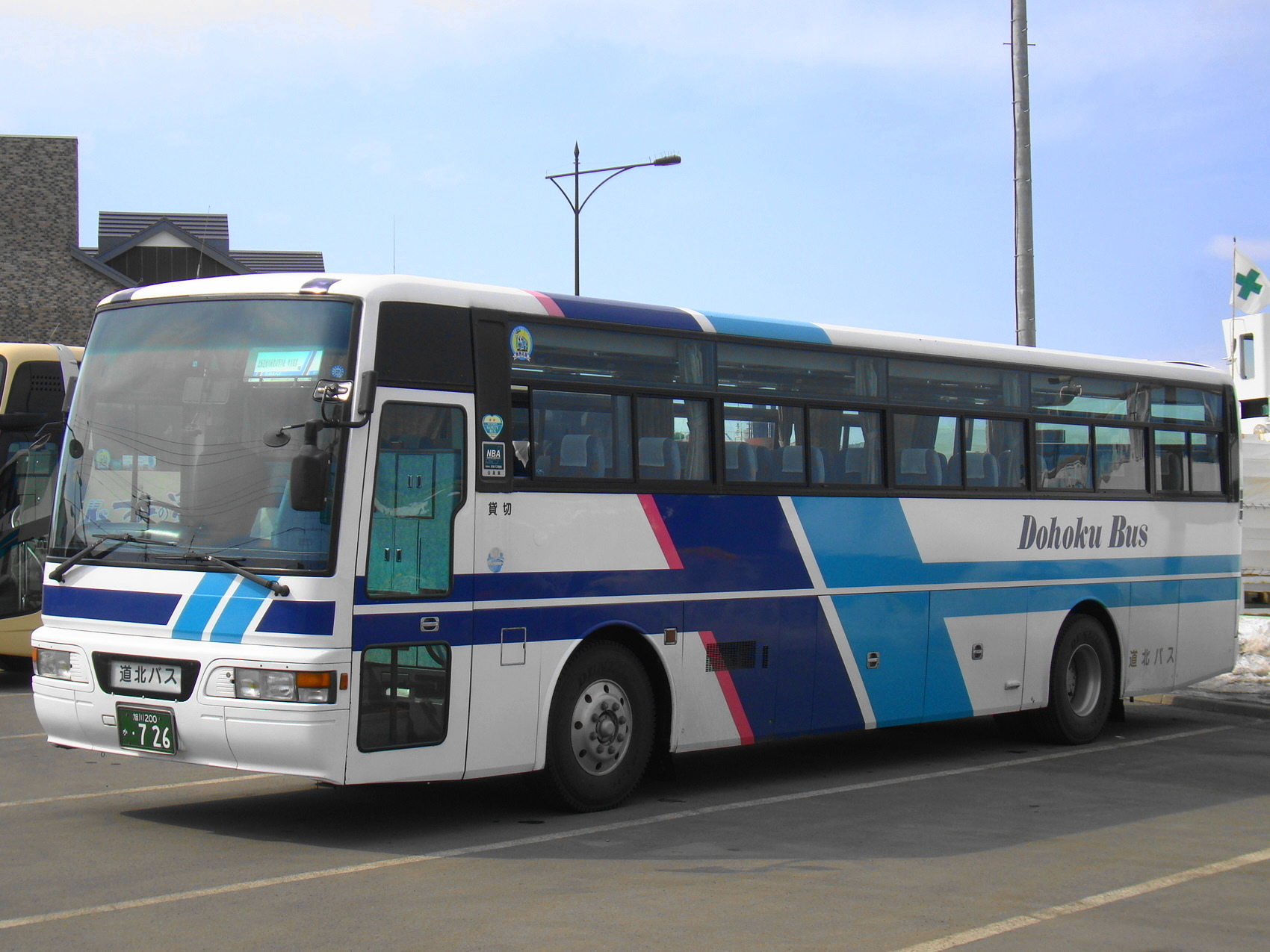
貸切バス
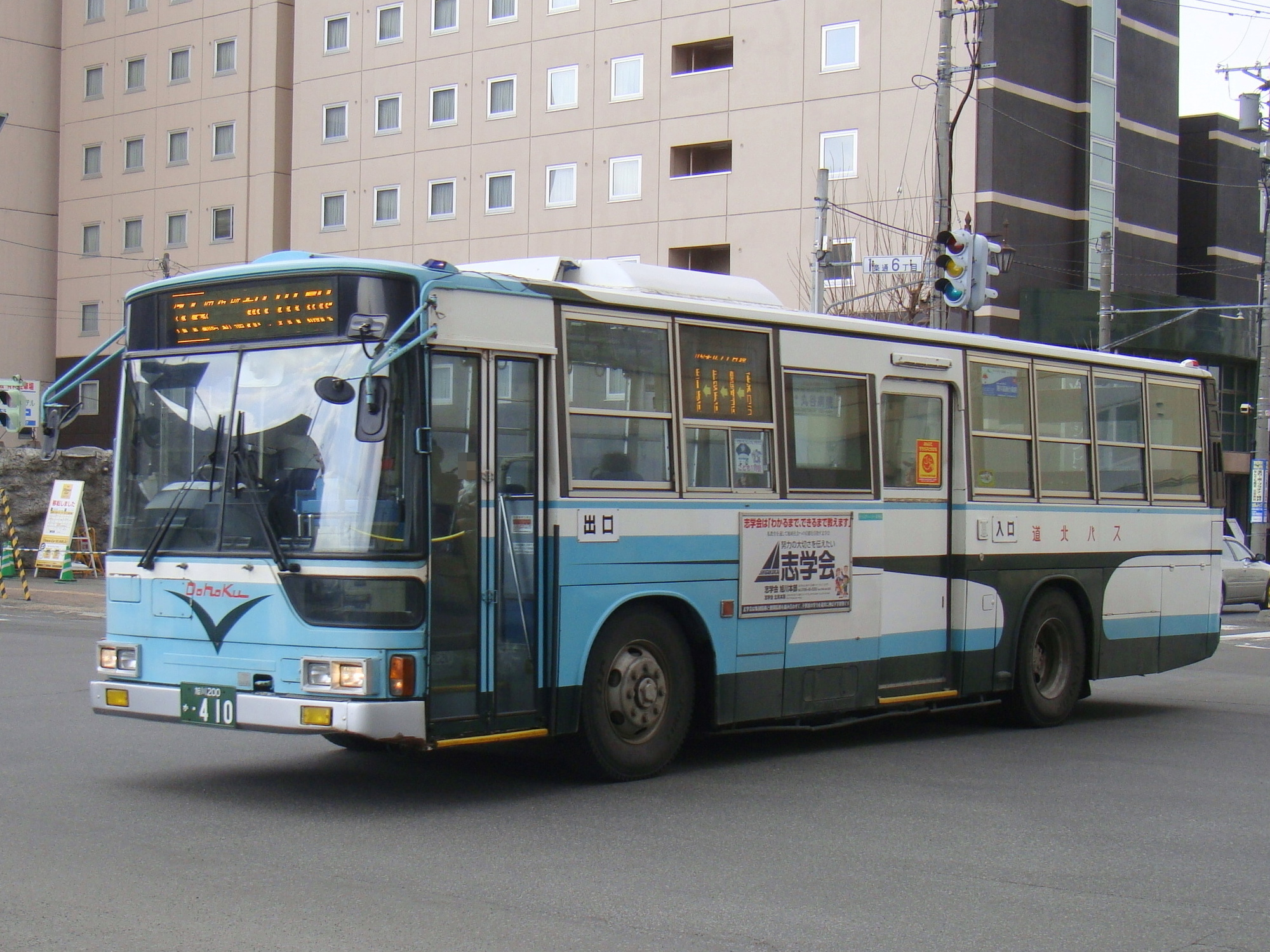
旧塗装復刻車（川崎市交通局からの譲受車）
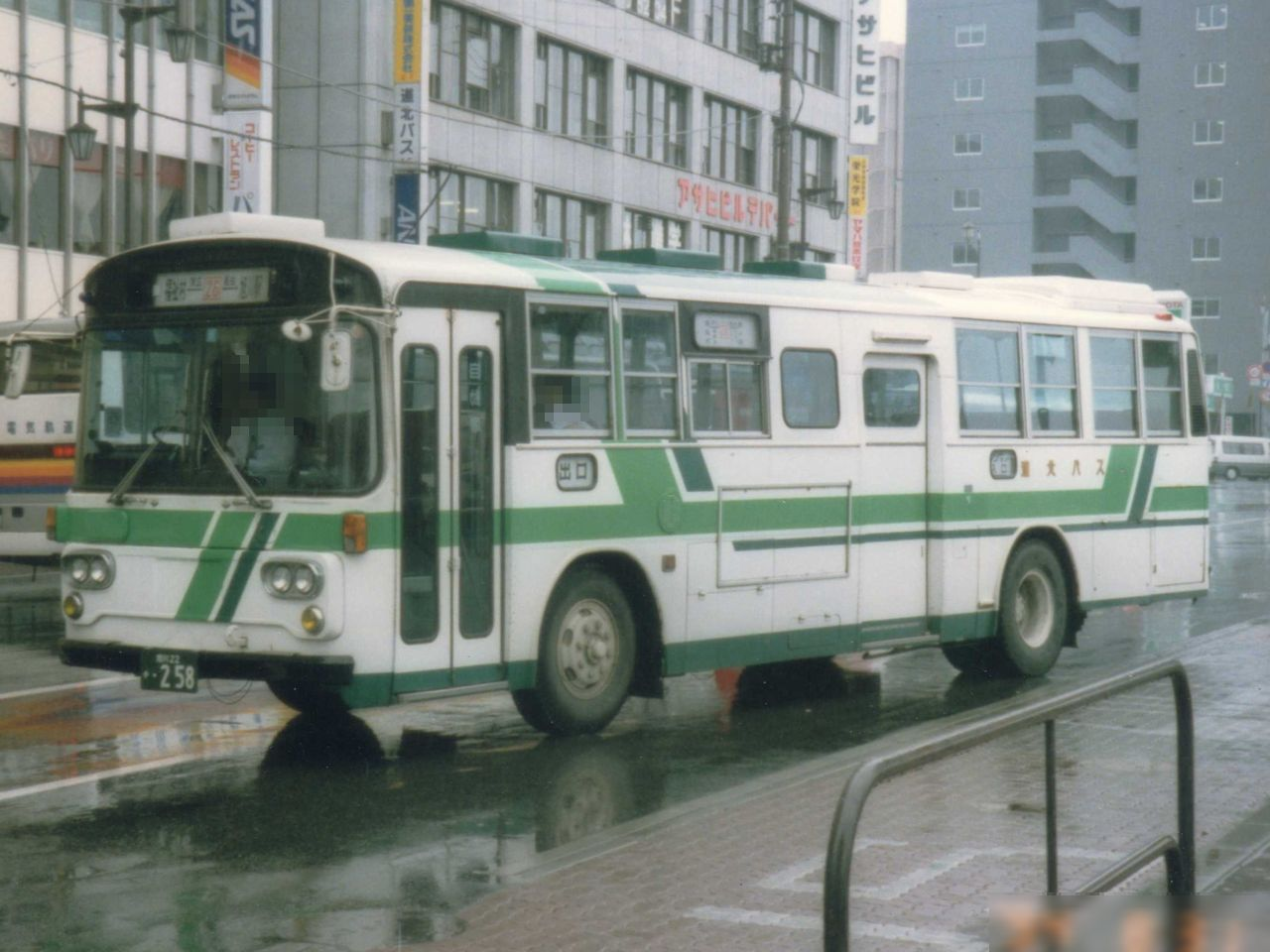
神奈川中央交通からの譲受車
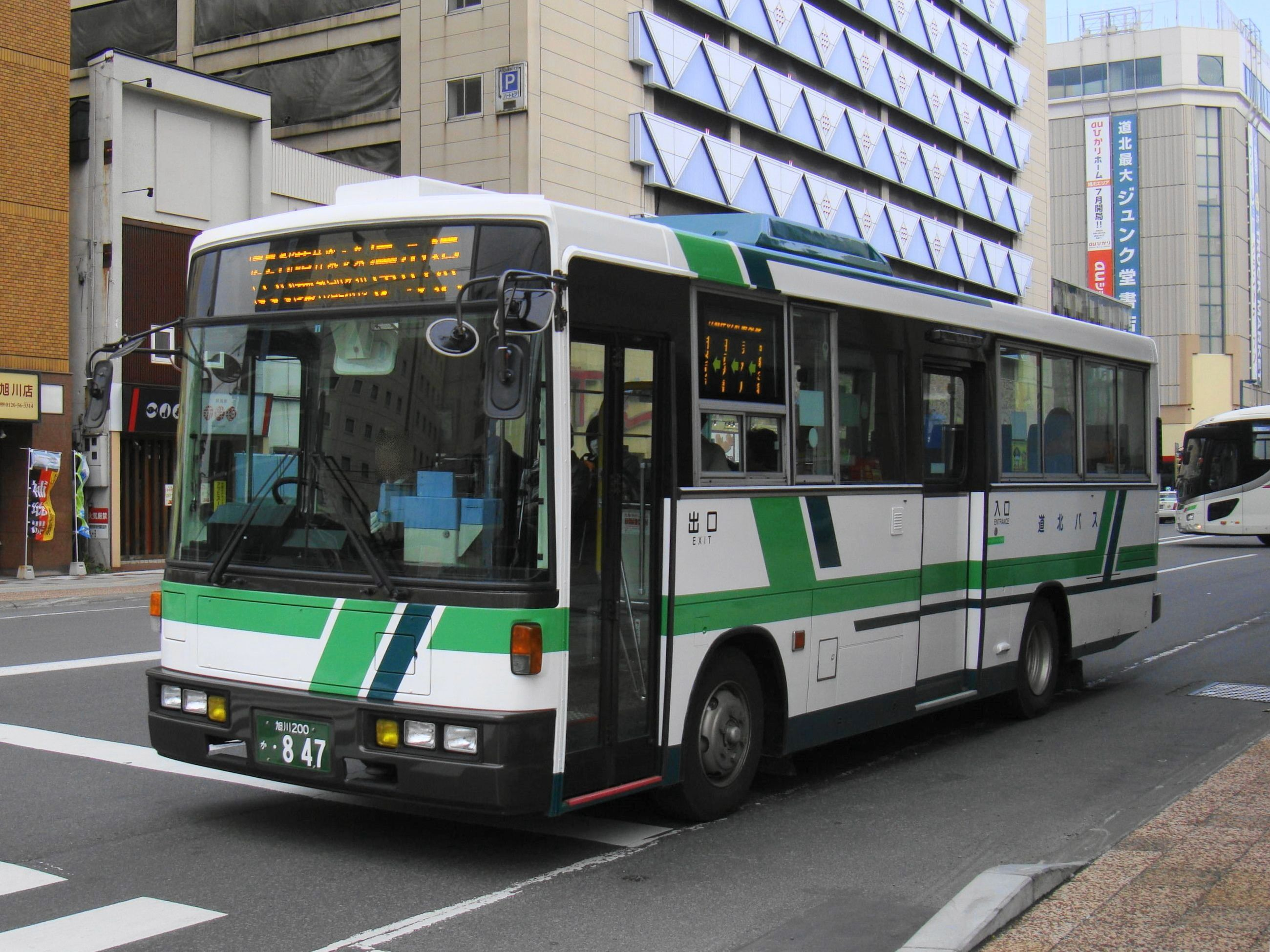
名古屋市交通局（名古屋市営バス）からの譲受車
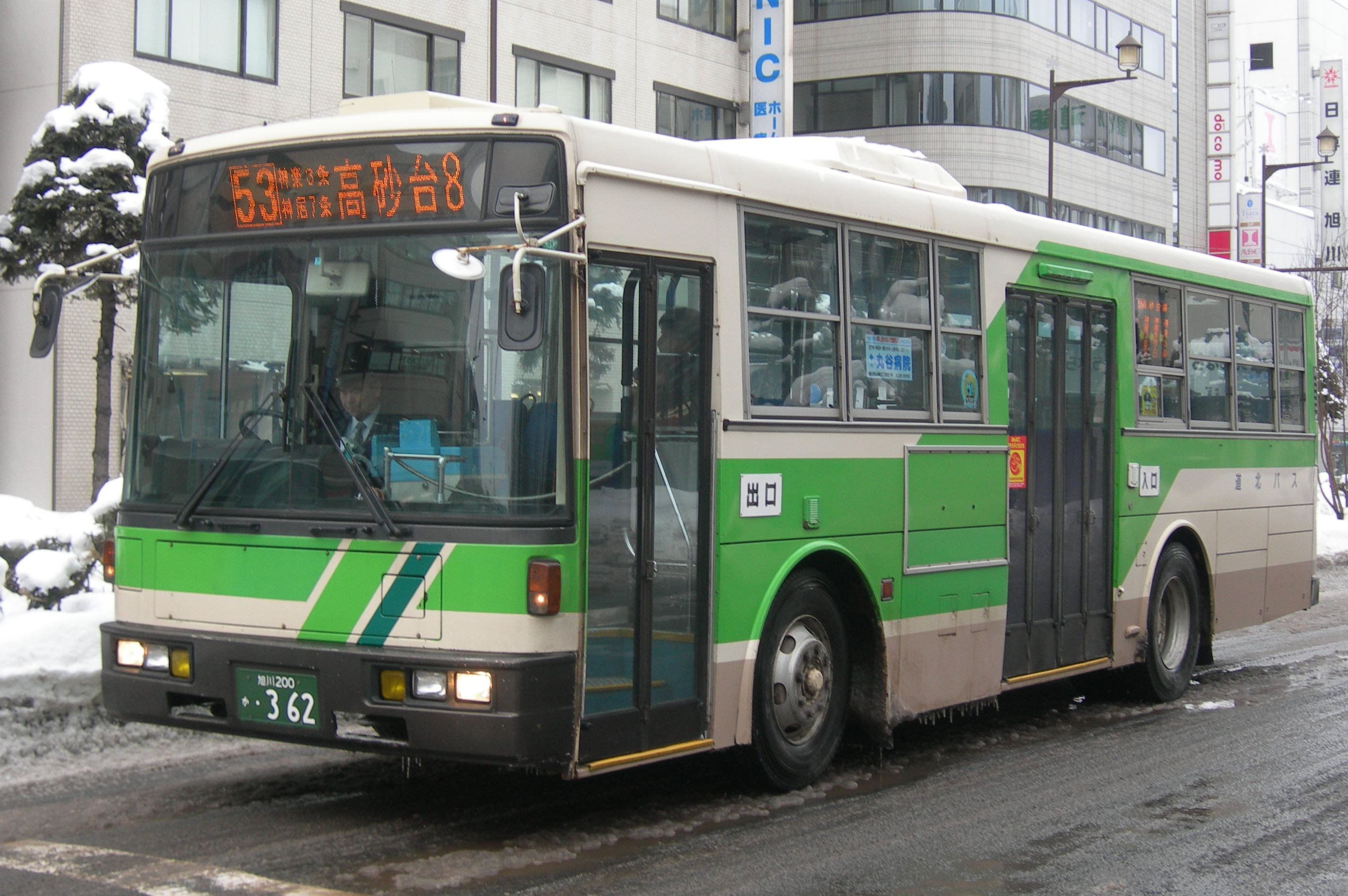
東京都交通局（都営バス）からの譲受車
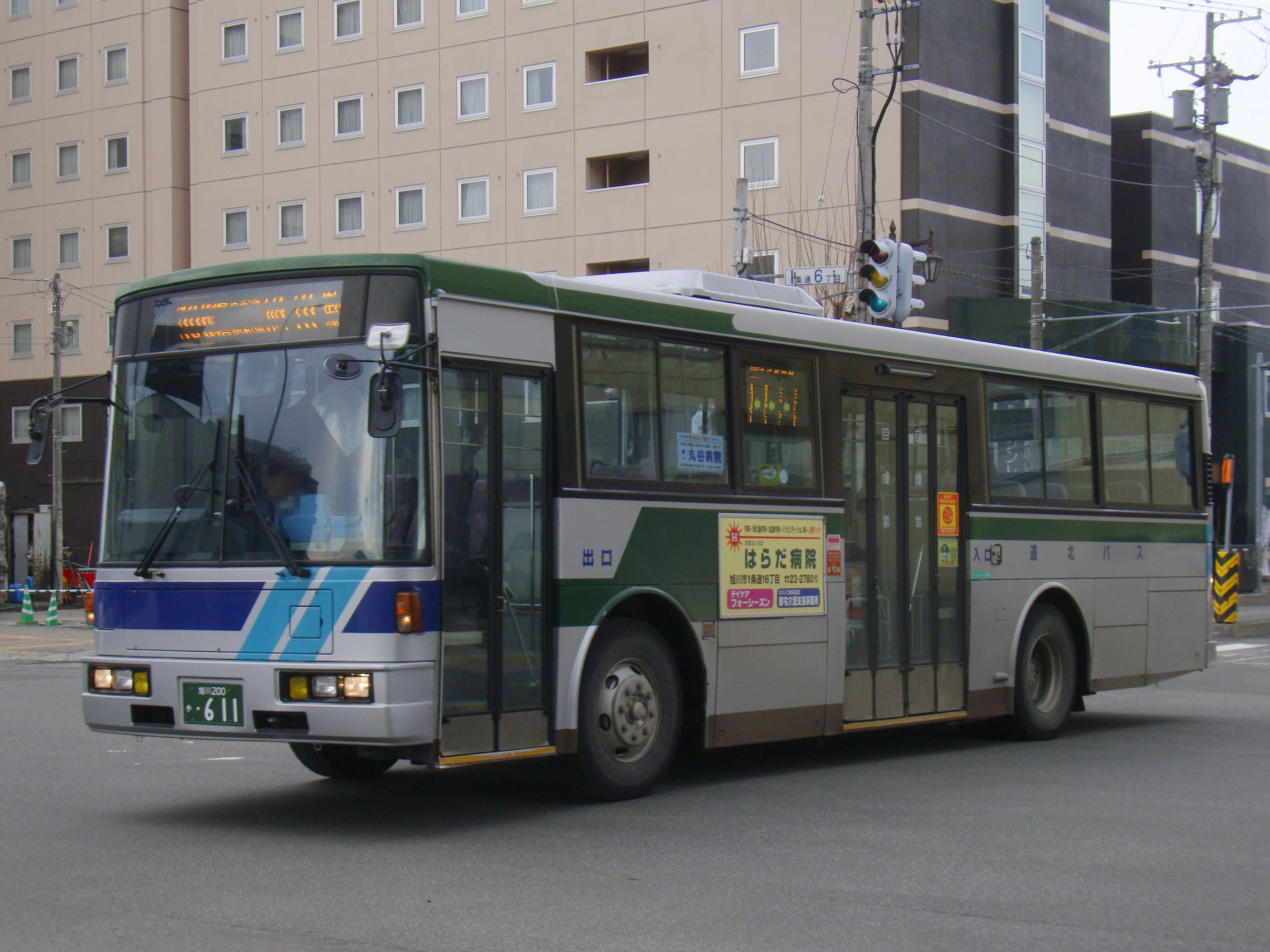
遠州鉄道（遠鉄バス）からの譲受車
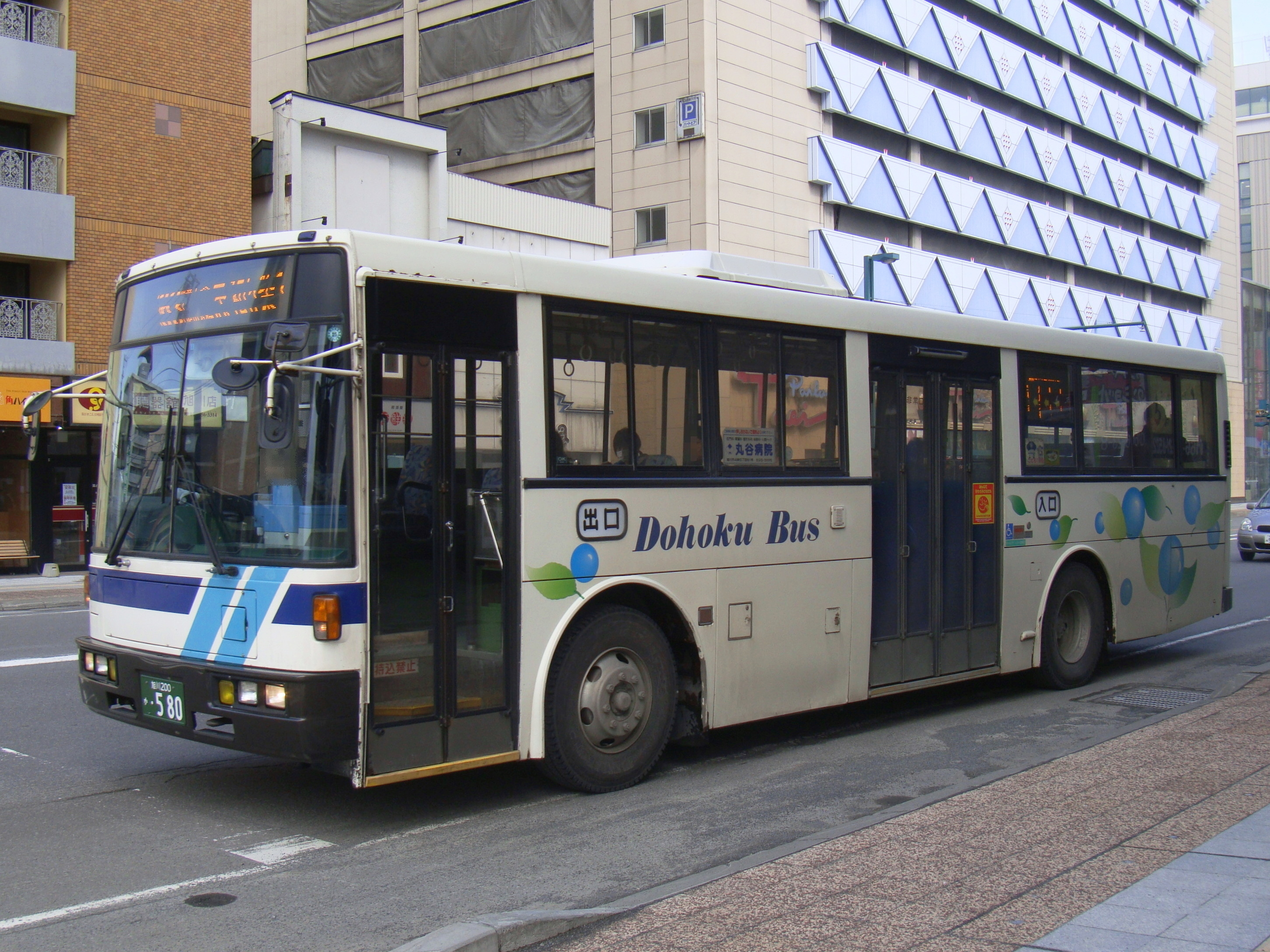
阪東自動車からの譲受車

## 関連会社
道北航空サービス株式会社
北海道上川郡東神楽町東2線 旭川空港内。全日本空輸旭川地区総代理店およびAIRDO帯広地区代理店。
有限会社道北サプライ
道北バス本社内。自動車整備業などバス運行付帯業務。

### 過去の関連会社
白金温泉ホテル株式会社
北海道上川郡美瑛町白金温泉。「湯元白金温泉ホテル」の運営を行っていた。
- 1969年創業、1992年7月道北バスの関連企業となる。1995年に元町営旅館を買収し全面改築し客室数55室の和風観光ホテル｢湯元白金温泉ホテル｣として営業[67]。
- 2015年10月15日、同社は旭川地裁に自己破産を申請[68]。同月22日、同地裁において手続きの開始決定を受ける[69]。負債総額約8.6億円。湯元白金温泉ホテルについては、前月新た新設された白金観光開発に譲渡[70]。

株式会社層雲峡観光ビル
北海道上川郡上川町層雲峡。貸ビル業として「層雲峡観光ビル」を運営し、層雲峡郵便局などが入居。施設は上川町へ譲渡し「層雲峡インフォメーションセンター」に改められた。